# 921 대지진
921 대지진(九二一地震 주얼이디전[*]; 영어: 921 earthquake) 또는 지지 대지진(集集大地震 지지다디전[*]; 영어: jiji earthquake)은 1999년 9월 21일 오전 1시 47분 15.9초(대만 표준시 기준)에 대만 중부의 난터우현 지지진에서 일어난 모멘트 규모 Mw7.7의 역단층형 지진이다. 흔들림은 약 102초간 지속되었으며 대만 전역에서 지진의 흔들림을 느꼈다. 이 지진으로 첸룽푸 단층의 길이 85 km의 단층대가 파열되었고 첸룽푸 단층과 다마오푸-솽둥 단층이라는 두 개의 활단층이 동시에 움직여서 지진이 발생했다.
921 대지진으로 2,415명이 사망했고 29명이 실종되었으며 11,305명이 부상을 입었다. 또한 가옥 51,711채가 붕괴했고 53,768채가 반파되는 등 제2차 세계 대전 이후로 대만에서 발생한 가장 심각한 피해를 입힌 자연재해이자, 3,276명이 사망했던 1935년 신주-타이중 지진에 이어 대만에서 2번째로 많은 사망자가 발생한 지진이다. 인명 피해 이외에도 도로, 교량 등의 교통시설과 댐, 제방 등의 수치 시설, 전력 설비, 송유관, 산업 시설, 병원, 학교, 정부기관 등 수많은 시설이 지진으로 피해를 입었으며, 수많은 산사태와 토양액상화 현상도 발생하여 대만 중부지역이 집중적인 피해를 입었다. 지진으로 대만 철로 관리국이 운영하는 쭝관선 등 서부 지역의 노선 운행이 한때 전면 중단되었고, 대부분의 대중교통도 일시적으로 운행을 중단했다.
대만 정부는 지진 희생자를 애도하고 자연재해의 위협에 경각심을 가지기 위해 2000년부터 921 대지진이 일어났던 매년 9월 21일마다 국가방재의 날로 지정하고 지진훈련을 실시하고 있다. 또한 4세대 이동 통신(4G) 통신이 보급된 이후에는 매년 9월 21일 오전 9시 21분에 재난문자/전화를 통해 대만의 모든 휴대전화에 훈련 메시지로 전국에 경보를 보내고 있다.

## 지질학적 배경
대만은 유라시아판과 필리핀판이 부딪혀 필리핀판이 유라시아판 아래로 섭입하는 판의 경계에 있으며 지진이 자주 발생하는 환태평양 조산대에 해당한다. 필리핀판은 신생대 이후 계속 서북쪽으로 이동하고 있으며 이는 대만의 형성과 관련이 있다. 하지만 연간 8.2 cm라는 빠른 이동속도로 화둥쭝구, 중양산맥, 서부산맥대와 여러 평야에 여러 단층이 생겨났다. 이 단층은 매우 활동적이며 대만의 역사상 여러 큰 규모의 지진을 자주 일으켰다.
다만 지금까지 대만 주변 지진대에서 발생한 지진은 진앙이 이번처럼 대만 섬 내부가 아니고 대부분 해저여서 지진 규모에 비해 피해가 적었다. 대만에서는 1935년 리히터 규모 7.4의 강진으로 3,276명의 희생자가 발생했으며 1964년에도 강진으로 106명이 사망하고 650명이 다쳤다. 통계에 따르면 대만에서는 매년 10여 차례의 크고 작은 지진이 발생하고 있다. 남북아메리카의 서해안에서 알류샨 열도·캄차카반도·쿠릴 열도·일본을 거쳐 대만동부 해안·필리핀·인도네시아·뉴질랜드로 이어지는 환태평양지진대에서는 해마다 지구 지진에너지의 80%가 방출되고 있다.

## 지진

### 개요

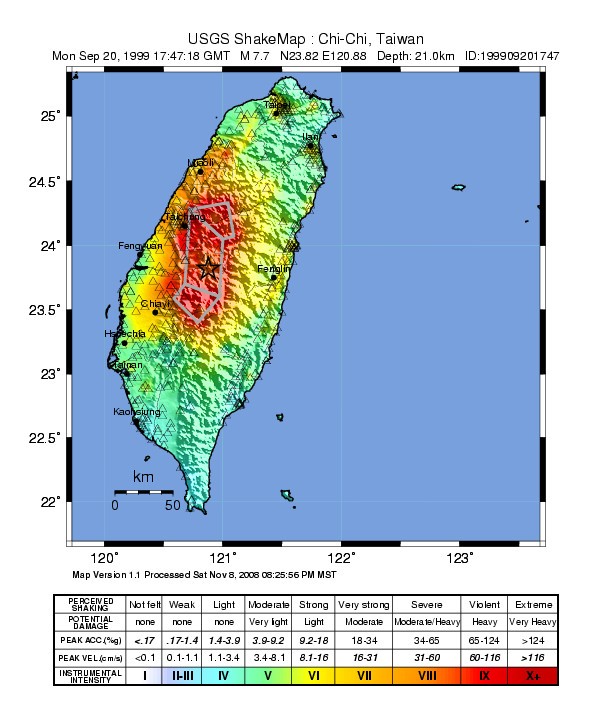
921 대지진의 각 지역별 진도를 그린 지도.

지진의 진앙은 난터우현 지지진(북위 23.8도, 동경 120.78) 지역으로, 르웨탄호에서 남남서쪽으로 9.2 km 떨어졌다. 지진의 릭터 규모는 ML7.3, 모멘트 규모는 Mw7.7이다. 지진으로 방출된 에너지는 1998년 루이리 지진(ML6.2)의 40배로, 히로시마에 투하된 리틀 보이의 약 44.7배에 해당하는 에너지이다. 진원 깊이는 8 km이다.
발진기구 해석을 통해 얻은 진원 매커니즘에 따르면 약간의 주향이동성을 가진 저각 역단층으로 방출한 지진 모멘트 에너지는 대략 1.77±0.4×{\displaystyle 10^{20}}N-m이다. 단층이 미끄러진 방향은 북위 60도 방향인데 단층이 움직인 시간에 따라 그 각도가 일정하지 않았고 이는 단층의 파열이 일정하지 않았음을 가리킨다. 단층의 주향은 동-서북 방향 18도이고, 경사는 19도이다. 이 지진은 단층 파열 길이가 약 106 km에 달하는 얕은 깊이의 대륙 지각 내부 지진으로 최대수직변위는 11 m, 최대 수평 변위는 10 m 이상, 평균 변위 약 4 m로 파괴력이 매우 컸다. 지진 대부분이 동부 해안에서 발생하는 대만에서 흔하지 않게 발생한 중부의 대지진이다. 9월 26일에는 릭터 규모 M6.8의 여진이 발생해 지진으로 지반이 불안정하던 건물 수 채가 추가로 붕괴하여 3명이 사망했다.
지진 발생 당시 대만은 세계에서 가장 광범위한 지진 감지 센서와 세밀한 지진관측망을 보유한 국가로, "하나의 지진에서 수집한 가장 광범위한 지진 데이터베이스"가 구축되었다. 한 지진관측소에서는 최대 지반 속도(PGV)가 318 cm/s(3.18 m/s)로 측정되어 전세계 지진 관측 역사상 가장 큰 값의 PGV로 기록되었다.

### 각지의 진도
중화민국 중앙기상국 진도 계급 기준 진도4 이상의 진도를 관측했던 지역은 아래와 같다.
| 진도 | 지역 |
| ---- | --- |
| 7급  | 난터우현 위츠향 |
| 6급  | 윈린현 구컹향, 타이중시, 자이현 아리산향 |
| 5급  | 자이시, 타이중현 더지댐, 화롄현 완룽향, 먀오리현 리위탄댐, 화롄시, 가오슝시 타오위안구, 타이난시 자리구, 이란현 다퉁향, 신주현 주베이시, 타이둥현 하이돤향, 이란시, 타이베이시 |
| 4급  | 타오위안시 푸싱구, 타이둥시, 핑둥현 주루향, 펑후 제도 마궁시, 가오슝시 |

중화민국 중앙기상국의 원시 진도 데이터값에 따르면, 지진의 영향을 받은 현과 시의 각 지진관측소에서 관측된 최대진도는 아래와 같다.
| 지구       | 현시향진구                               | 관측지점            | 좌표                                                  | 최대 가속도 | 진앙과의 거리 (Km) | 수직 가속도 (gal) | 남북 가속도 (gal) | 동서 가속도 (gal) |
| ---------- | ---------------------------------------- | ------------------- | ----------------------------------------------------- | ----------- | ------------------ | ----------------- | ----------------- | ----------------- |
| 타이베이시 | 베이터우구                               | 주쯔후 기상관측소   | 북위 25° 10′ 동경 121° 32′ / 북위 25.16° 동경 121.54° | 5급         | 162.59             | 24.58             | 70.76             | 117.54            |
| 타이베이시 | 다퉁구                                   | 다룽 국립소학교     | 북위 25° 04′ 동경 121° 31′ / 북위 25.07° 동경 121.52° | 5급         | 152.61             | 29.02             | 71.48             | 104.80            |
| 타이베이시 | 타이베이현 싼충시 (현 타이베이시 싼충구) | 얼룽 국립소학교     | 북위 25° 04′ 동경 121° 29′ / 북위 25.07° 동경 121.48° | 5급         | 150.04             | 27.22             | 85.96             | 114.90            |
| 타이베이시 | 타이베이현 수린시 (현 타이베이시 수린구) | 수린 국립소학교     | 북위 24° 59′ 동경 121° 25′ / 북위 24.99° 동경 121.42° | 5급         | 139.81             | 24.88             | 82.42             | 63.46             |
| 타이베이시 | 타이베이현 중허시 (현 타이베이시 중허구) | 지쑤이 국립소학교   | 북위 25° 00′ 동경 121° 29′ / 북위 25.00° 동경 121.48° | 5급         | 143.63             | 57.36             | 112.16            | 108.26            |
| 난터우현   | 위츠향 (난터우현)                        | 르웨탄호 기상관측소 | 북위 23° 53′ 동경 120° 55′ / 북위 23.88° 동경 120.91° | 7급         | 9.23               | 311.76            | 422.82            | 989.22            |
| 난터우현   | 수이리향                                 | 수이리 국립소학교   | 북위 23° 49′ 동경 120° 52′ / 북위 23.81° 동경 120.86° | 7급         | 5.53               | 171.00            | 302.48            | 439.70            |
| 난터우현   | 밍젠향                                   | 신제 국립소학교     | 북위 23° 53′ 동경 120° 41′ / 북위 23.88° 동경 120.69° | 7급         | 13.66              | 311.04            | 602.45            | 921.14            |
| 난터우현   | 난터우시                                 | 난터우 국립소학교   | 북위 23° 55′ 동경 120° 41′ / 북위 23.91° 동경 120.68° | 7급         | 15.53              | 275.38            | 420.02            | 340.10            |
| 난터우현   | 푸리진                                   | 난광 국립소학교     | 북위 23° 58′ 동경 120° 58′ / 북위 23.96° 동경 120.97° | 7급         | 19.30              | 270.18            | 368.40            | 585.94            |
| 난터우현   | 차오툰진                                 | 솽둥 국립소학교     | 북위 23° 59′ 동경 120° 48′ / 북위 23.98° 동경 120.80° | 7급         | 15.07              | 415.54            | 639.00            | 517.82            |
| 난터우현   | 궈싱향                                   | 궈싱 국립소학교     | 북위 24° 02′ 동경 120° 51′ / 북위 24.04° 동경 120.85° | 7급         | 21.46              | 274.66            | 370.50            | 465.30            |
| 타이중시   | 베이툰구                                 | 광정 국립소학교     | 북위 24° 12′ 동경 120° 45′ / 북위 24.20° 동경 120.75° | 7급         | 39.03              | 193.98            | 438.68            | 348.66            |
| 타이중시   | 시구                                     | 중샤오 국립소학교   | 북위 24° 08′ 동경 120° 40′ / 북위 24.14° 동경 120.67° | 6급         | 35.26              | 153.30            | 208.16            | 256.90            |
| 타이중시   | 타이중현 다리시 (현 타이중시 다리구)     | 젠민 국립소학교     | 북위 24° 05′ 동경 120° 44′ / 북위 24.09° 동경 120.73° | 7급         | 28.15              | 230.58            | 312.66            | 488.86            |
| 타이중시   | 타이중현 스강향 (현 타이중시 스강향)     | 스강 국립소학교     | 북위 24° 17′ 동경 120° 46′ / 북위 24.28° 동경 120.77° | 7급         | 47.38              | 519.42            | 361.94            | 501.60            |
| 타이중시   | 타이중현 허핑향 (현 타이중시 허핑구)     | 바이렁 국립소학교   | 북위 24° 11′ 동경 120° 56′ / 북위 24.18° 동경 120.93° | 7급         | 38.40              | 324.38            | 403.56            | 521.64            |
| 타이중시   | 타이중현 펑위안시 (현 타이중시 펑위안구) | 펑둥 국립소학교     | 북위 24° 15′ 동경 120° 44′ / 북위 24.25° 동경 120.73° | 6급         | 44.93              | 173.28            | 168.98            | 298.36            |
| 타이중시   | 타이중현 우펑향 (현 타이중시 우펑구)     | 우펑 국립소학교     | 북위 24° 04′ 동경 120° 42′ / 북위 24.06° 동경 120.70° | 7급         | 26.13              | 257.80            | 563.22            | 774.42            |
| 장화현     | 얼수이향                                 | 얼수이 국립소학교   | 북위 23° 49′ 동경 120° 37′ / 북위 23.81° 동경 120.62° | 6급         | 21.42              | 236.02            | 255.64            | 207.44            |
| 장화현     | 위안린진(현 위안린시)                    | 위안린 국립소학교   | 북위 23° 58′ 동경 120° 35′ / 북위 23.96° 동경 120.58° | 5급         | 27.63              | 116.28            | 187.52            | 178.24            |
| 윈린현     | 구컹향                                   | 둥허 국립소학교     | 북위 23° 41′ 동경 120° 34′ / 북위 23.68° 동경 120.57° | 7급         | 31.80              | 175.62            | 445.98            | 337.83            |
| 자이현     | 판루향                                   | 리밍 국립소학교     | 북위 23° 26′ 동경 120° 36′ / 북위 23.44° 동경 120.60° | 7급         | 50.82              | 122.86            | 630.20            | 296.86            |
| 자이현     | 아리산향                                 | 아리산 기상관측소   | 북위 23° 31′ 동경 120° 49′ / 북위 23.51° 동경 120.81° | 5급         | 37.89              | 97.68             | 157.02            | 229.20            |
| 먀오리현   | 스탄향                                   | 스탄 국립소학교     | 북위 24° 32′ 동경 120° 55′ / 북위 24.54° 동경 120.92° | 7급         | 76.96              | 353.08            | 511.72            | 463.32            |

첸룽푸 단층 인근 지역에서 관측된 최대 지반 가속도(PGA)는 대부분 300-500 gal 사이로 매우 컸으며 단층에 가까울수록 그 수치가 더 높았다. 예를 들어 난터우현 위츠향 (난터우현) 르웨탄 기상관측소에서 측정한 동서 방향 수평 최대 지반 가속도는 989.22 gal로 중력가속도보다 높았으며 수직 최대 지반 가속도는 311.76 gal로 측정되었다. 난터우현 밍젠향의 신제 국립소학교 관측소에서는 동서 방향 수평 최대 지반 가속도가 921.14 gal로 최대값이 측정되었다.
대만 중앙기상국은 원래 지진의 진도를 0급에서 6급까지 총 7단계로 구분했는데, 921 대지진 당시 많은 지진관측소에서 1g 이상의 지반 가속도가 관측되어 진도6으로 분류된 지역이 너무 넓어 매우 심각한 영향과 피해를 받은 지역을 구분할 수 없었다. 이후 지진 전문가와 학자를 초빙하여 면밀히 검토한 결과 진도 분류에 1개 등급을 추가하기로 결정해 2000년 6월 진도 0급에서 7급까지 총 8단계로 분류를 조정하고, 진도6급의 상한을 400 gal로 설정해 진도6급은 250-400 gal인 지진, 진도7급은 400 gal 이상인 지진으로 분류해 진도7급이라는 분류를 추가했다.

### 여진

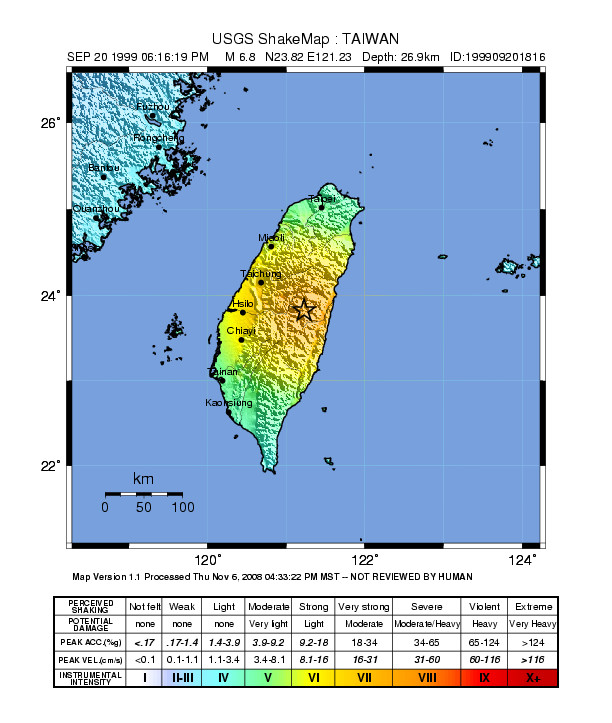
1999년 9월 20일 18시 16분(UTC) 규모 M6.8 여진의 진도 지도.

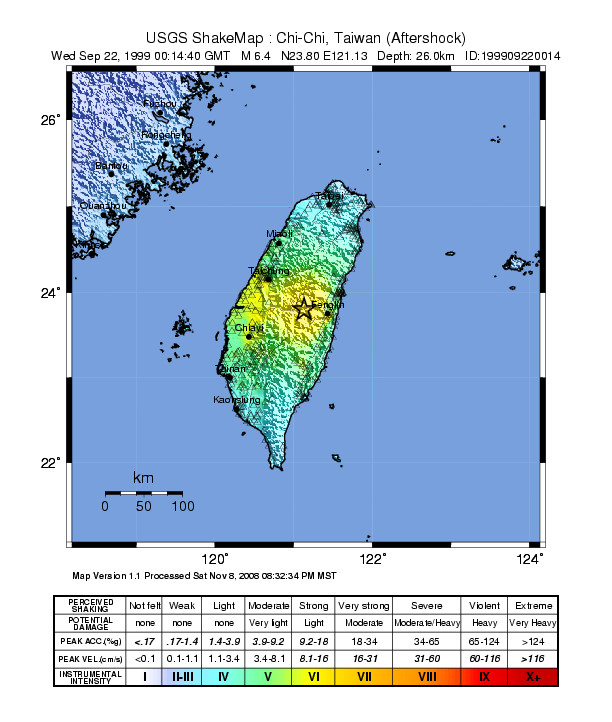
1999년 9월 22일 00시 14분(UTC) 규모 M6.8 여진의 진도 지도.

921 대지진 당일에는 수 차례 여진이 발생했다. 가장 큰 여진은 본진 발생 직후 1시간도 지나지 않은 오전 2시 16분(현지 시각) 발생한 릭터 규모 M6.7의 여진이다. 이 여진으로 주택 붕괴 피해가 크게 발생했다. 이어 9월 22일 오전 8시 14분에 릭터 규모 M6.8, 9월 26일 오전 7시 52분에 릭터 규모 M6.8의 여진이 발생했다. 위의 세 차례 여진 이외에도 규모 M6.0을 넘는 여진은 21일 오전 1시 57분 M6.4 지진, 오전 2시 3분 M6.6 지진, 오전 5시 46분 M6.6 지진, 22일 오후 8시 49분 M6.2 지진, 오후 8시 17분 M6.0 지진이 있다.
본진 발생 이후 일주일 이내에 규모 M6 이상의 여진이 8차례나 발생했는데 이는 세계적으로도 드문 예시이다. 921 대지진 발생 이후 한달간 총 1만 차례 이상의 여진이 발생했으며, 그 중 약 400회가 유감지진이었는데 여진의 대부분은 본진으로 파열된 단층 주변인 첸룽푸 단층 동쪽, 진원지 남부에 집중되었다. 당시 중화민국 중앙기상국 부국장이었던 신자이친은 본진의 에너지가 중양산맥과 쉐산산맥 사이에 막혀 퍼지지 못해 4차례의 큰 여진이 집중해서 발생한 것으로 추정된다고 말했다. 921 대지진 발생 이후 1999년 11월 말까지 총 14,600차례의 여진이 발생했다.
921 대지진 이후 2000년 6월까지 발생한 규모 M6 이상의 여진의 목록은 아래와 같다.
| 발생 시각 (대만 표준시)       | 위경도                                                | 진앙 위치                    | 규모 | 진원 깊이 | 최대 진도 (중화민국 중앙기상국 진도 계급) | 출처   |
| ----------------------------- | ----------------------------------------------------- | ---------------------------- | ---- | --------- | ----------------------------------------- | ------ |
| 1999년 9월 21일 오전 1시 57분 | 북위 23° 55′ 동경 121° 02′ / 북위 23.91° 동경 121.04° | 르웨탄호 동북쪽 14.3 km 지점 | 6.4  | 7.7 km    | 6급                                       | [ 33 ] |
| 1999년 9월 21일 오전 2시 03분 | 북위 23° 48′ 동경 120° 52′ / 북위 23.80° 동경 120.86° | 르웨탄호 서쪽 10.6 km 지점   | 6.6  | 9.8 km    | 7급                                       | [ 34 ] |
| 1999년 9월 21일 오전 2시 16분 | 북위 23° 52′ 동경 121° 02′ / 북위 23.86° 동경 121.04° | 르웨탄호 동쪽 13.7 km 지점   | 6.7  | 12.5 km   | 7급                                       | [ 35 ] |
| 1999년 9월 21일 오전 5시 46분 | 북위 23° 35′ 동경 120° 52′ / 북위 23.58° 동경 120.86° | 아리산 동북쪽 9.6 km 지점    | 6.6  | 8.6 km    | 7급                                       | [ 36 ] |
| 1999년 9월 22일 오전 8시 14분 | 북위 23° 50′ 동경 121° 03′ / 북위 23.83° 동경 121.05° | 르웨탄호 동남쪽 15.4 km 지점 | 6.8  | 15.6 km   | 6급                                       | [ 37 ] |
| 1999년 9월 22일 오전 8시 49분 | 북위 23° 46′ 동경 121° 02′ / 북위 23.76° 동경 121.03° | 르웨탄호 동남쪽 18.0 km 지점 | 6.2  | 17.4 km   | 5급                                       | [ 38 ] |
| 1999년 9월 22일 오후 8시 17분 | 북위 23° 44′ 동경 120° 59′ / 북위 23.74° 동경 120.98° | 르웨탄호 동남쪽 17.4 km 지점 | 6.0  | 24 km     | 5급                                       | [ 39 ] |
| 1999년 9월 26일 오전 7시 52분 | 북위 23° 51′ 동경 121° 00′ / 북위 23.85° 동경 121.00° | 르웨탄호 동남쪽 10.1 km 지점 | 6.8  | 12.1 km   | 7급                                       | [ 40 ] |
| 2000년 6월 11일 오전 2시 23분 | 북위 23° 54′ 동경 121° 07′ / 북위 23.90° 동경 121.11° | 르웨탄호 동쪽 20.6 km 지점   | 6.7  | 16.2 km   | 6급                                       | [ 41 ] |

## 피해

### 인명 피해
- 사망자: 2,415명
- 실종자: 29명
- 부상자: 11,305명

지진의 진앙지 바로 인근인 타이중현과 난터우현에 특히 큰 피해가 발생했다. 지진 발생 다음 날 대만 정부는 지진으로 발생한 사망자를 2,321명, 부상자 6,534명, 이재민 12,308명으로 집계했다. 타이베이현(현 신베이시), 타이베이시, 먀오리현, 타이중시, 장화현, 윈린현에도 심각한 피해가 발생했다. 지진 발생 3주 후 행정원 주계총처는 실종자 포함 사망자는 총 2,378명으로 집계했는데 이 중 타이중현이 1,138명으로 제일 많았고 난터우현에서 928명으로 그 다음이었다. 완전 붕괴된 주택은 40,845채이고 반파된 주택은 41,373채(여러 등급의 학교 포함)라고 발표했다. 지진으로 발생한 건물 피해도 난터우현과 타이중현/시에 가장 심각했는데 두 현과 시의 완전, 반파된 주택 수는 대만 전체 피해주택수의 95%를 차지했으며 이를 이어 먀오리, 장화, 윈린, 타이베이현이 전체 피해주택수의 4%를 차지했다. 지진이 새벽에 발생해 사망자의 사인 대부분이 건물 붕괴로 인한 주택 매몰로 인한 사망으로 밝혀졌다. 대만에서 921 대지진은 1935년 신주-타이중 지진에 이어 두 번째로 사상자가 많은 지진으로 기록되었으며, 국가적인 경제 손실은 3,647억 대만 달러로 측정되었다.
| 현/시      | 사망자수 | 중상자수 | 붕괴 가옥 | 반파 가옥 |
| ---------- | -------- | -------- | --------- | --------- |
| 난터우현   | 886      | 678      | 23,127    | 16,792    |
| 타이중현   | 1,154    | 411      | 16,861    | 12,341    |
| 타이중시   | 113      | 47       | 1,484     | 4,953     |
| 장화현     | 29       | 11       | 1,048     | 3,054     |
| 윈린현     | 85       | 60       | 916       | 321       |
| 자이현     | 6        | 0        | 30        | 91        |
| 타이난현   | 1        | 0        | 1         | 1         |
| 타이베이시 | 87       | 7        | 76        | 325       |
| 타이베이현 | 46       | 29       | 230       | 3,264     |
| 먀오리현   | 6        | 196      | 529       | 473       |
| 신주시     | 2        | 1        | 5         | 0         |

| 1935년 신주-타이중 지진 | 1935년 신주-타이중 지진 | 1935년 신주-타이중 지진 | 1935년 신주-타이중 지진 | 1999년 921 대지진 | 1999년 921 대지진 | 1999년 921 대지진 |
| 주                      | 군/시                   | 사망자수                | 부상자수                | 사망자수          | 부상자수          |                   |
| ----------------------- | ----------------------- | ----------------------- | ----------------------- | ----------------- | ----------------- | ----------------- |
| 신치쿠주                | 신치쿠시                | 4                       | 19                      | 2                 | 1                 |                   |
| 신치쿠주                | 신치쿠군                | -                       | 5                       | 0                 | 0                 |                   |
| 신치쿠주                | 주레키군                | -                       | 3                       | 0                 | 0                 |                   |
| 신치쿠주                | 지쿠토군                | 14                      | 150                     | 0                 | 0                 |                   |
| 신치쿠주                | 지쿠난군                | 328                     | 1208                    | 0                 | 0                 |                   |
| 신치쿠주                | 뵤리쓰군                | 794                     | 2555                    | 6                 | 0                 |                   |
| 신치쿠주                | 다이고군                | 229                     | 656                     | 0                 | 0                 |                   |
| 신치쿠주                | 합계                    | 1369                    | 4596                    | 8                 | 1                 |                   |
| 다이추주                | 다이추시                | 20                      | 40                      | 113               | 47                |                   |
| 다이추주                | 다이톤군                | -                       | 2                       | 541               | 411               |                   |
| 다이추주                | 도세이군                | 28                      | 250                     | 322               | 0                 |                   |
| 다이추주                | 도요하라군              | 1494                    | 5913                    | 158               | 0                 |                   |
| 다이추주                | 다이코군                | 386                     | 1206                    | 0                 | 0                 |                   |
| 다이추주                | 쇼카군                  | -                       | 5                       | 29                | 11                |                   |
| 다이추주                | 합계                    | 1910                    | 7380                    | 1296              | 469               |                   |
| 총 합                   | 총 합                   | 3279                    | 11976                   | 1304              | 470               |                   |

| 현/시      | 향진시구 | 사망자수 | 중상자수 | 붕괴 가옥 | 반파 가옥 |
| ---------- | -------- | -------- | -------- | --------- | --------- |
| 난터우현   | 푸리진   | 210      | 57       | 6,250     | 6,600     |
| 난터우현   | 중랴오향 | 179      | 22       | 2,542     | 1,424     |
| 난터우현   | 주산진   | 115      | 27       | 2,828     | 3,229     |
| 난터우현   | 궈싱향   | 112      | 12       | 1,913     | 1,870     |
| 난터우현   | 난터우시 | 93       | 25       | 5,213     | 6,318     |
| 난터우현   | 차오툰진 | 88       | 19       | 2,557     | 4,003     |
| 난터우현   | 지지진   | 42       | 18       | 1,819     | 845       |
| 난터우현   | 밍젠향   | 35       | 9        | 359       | 443       |
| 난터우현   | 루구향   | 23       | 35       | 1,140     | 1,016     |
| 난터우현   | 위츠향   | 14       | 10       | 2,375     | 1,476     |
| 난터우현   | 수이리향 | 8        | 9        | 599       | 1,263     |
| 난터우현   | 런아이향 | 3        | 4        | 330       | 418       |
| 타이중현   | 둥스진   | 358      | 99       | 5,139     | 5,441     |
| 타이중현   | 스강향   | 174      | 44       | 1,848     | 1,170     |
| 타이중현   | 다리시   | 162      | 55       | 2,917     | 4,518     |
| 타이중현   | 펑위안시 | 160      | 54       | 1,748     | 573       |
| 타이중현   | 신서향   | 117      | 39       | 1,490     | 1,101     |
| 타이중현   | 우펑향   | 87       | 12       | 2,872     | 2,486     |
| 타이중현   | 타이핑시 | 86       | 23       | 2,208     | 2,098     |
| 타이중현   | 허핑향   | 41       | 7        | 634       | 745       |
| 타이중현   | 탄쯔향   | 7        | 2        | 28        | 10        |
| 타이중시   | 베이툰구 | 96       | 17       | 696       | 395       |
| 타이중시   | 둥구     | 10       | 1        | 34        | 401       |
| 타이중시   | 난구     | 5        | 0        | 849       | 2,517     |
| 타이중시   | 시구     | 1        | 2        | 16        | 47        |
| 먀오리현   | 줘란진   | 3        | 3        | 490       | 333       |
| 먀오리현   | 타이안향 | 0        | 1        | 97        | 94        |
| 장화현     | 위안린진 | 24       | 8        | 330       | 305       |
| 장화현     | 장화시   | 4        | 1        | 10        | 82        |
| 장화현     | 서터우향 | 1        | 0        | 107       | 170       |
| 윈린현     | 구컹향   | 43       | 8        | 190       | 359       |
| 윈린현     | 더우류시 | 38       | 15       | 331       | 70        |
| 자이현     | 메이산향 | 4        | 0        | 14        | 55        |
| 자이현     | 아리산향 | 2        | 0        | 8         | 13        |
| 타이베이시 | 쑹산구   | 87       |          |           |           |
| 타이베이현 | 신좡시   | 46       |          |           |           |

### 지역별 피해
첸룽푸 단층은 남쪽에서 난터우현 퉁터우에서 북쪽으로는 주산진, 밍젠향, 중싱 신촌, 난터우시, 차오툰진, 우펑구를 거쳐 타이중 분지 가장자리를 따라 다리구, 첸룽푸, 타이핑구, 다컹, 펑위안구를 지나 스강구에서 둥스구 주변까지 뻗어 있는 남북 방향의 긴 단층이다. 921 지진의 직접적인 피해를 입은 지역은 지진의 진원지인 푸리진, 중랴오향, 지지진 등 첸룽푸 단층대의 노두에 집중되었으며, 특히 첸룽푸 단층과 다마오푸-솽둥 단층이 서로 교차하는 둥스구에서는 지진파의 에너지가 한데 모여 가장 큰 피해가 발생했다.

#### 난터우현
난터우현은 921 대지진으로 가장 큰 피해를 입은 지역으로, 10개 향, 진, 시가 큰 피해를 입었으며 각 지자체의 모든 시설, 경제, 산업, 관광, 인명이 큰 손실을 입었다. 난터우현에서의 피해는 주로 지진의 진앙과 단층이 통과하는 푸리진, 주산진, 밍젠향, 중랴오향, 궈싱향, 차오툰진에 집중되었으며 특히 중랴오향이 가장 큰 피해를 입었다.
- 지지진: 지진의 진앙 바로 위에 있는 대만철로 지지선의 선로가 심하게 뒤틀리고 지지역의 목조 역사가 심하게 기울어졌으며, 지지진 도심에 있는 현천상제를 모시는 신사인 우창궁도 건물 전체가 무너지는 피해를 입었다.
- 차오툰진: 차오툰진의 행정청사인 진사무소가 심각한 손상을 입었으며, 산자오, 푸랴오, 난푸, 핑딩, 투청, 솽둥, 핑린, 중위안, 베이스, 위스덩 등 타이핑 도로 10 km 길이 동쪽에 있는 마을 전체가 심각한 피해를 입었다.[48] 주주봉은 지진으로 산사태가 발생해 붉은 표층만 남았으며, 차오툰 상업고등학교가 지진으로 건물이 붕괴되었다.[49]
- 난터우시: 중싱 신촌에 있는 5개 홀의 중앙청사가 붕괴되었고, 대만기차여운공사의 중싱 신촌 본청사 건물이 기울어지다 붕괴되었다.[50] 난터우 증류소는 지진으로 폭발해 화재가 발생했고 새벽까지 타다가 소화되어 공장의 1/4이 전소되었다.[50] 중화민국 위생복리부 난터우 지청 건물은 지진으로 기둥이 기울어지고 벽에 금이 가는 피해가 있었으며, 랸텐가에 있는 중국국민당 난터우현 현당사 본부는 4층 건물이 전부 붕괴되었다. 그 외에도 궈타이런서우 4층 난터우 지사 건물이 붕괴되었고 난터우시 외곽의 여러 오래된 주택도 지진으로 붕괴되었다.[51]
- 궈싱향: 주펀얼산에 산사태가 발생해 마을 주민 40명이 토사에 휩쓸려 사망했고, 지역 사슴농장도 산사태에 휩쓸려 기르고 있던 삼바사슴 300여마리도 한꺼번에 생매장당했다. 쏟아진 흙과 바위가 베이산컹의 지류인 써짜이컹과 주차이후를 막아버려 '써짜이호'와 '주차이호' 등 여러 폐색호를 만들어냈다. 타이완 성도 제14호선 중탄공로의 노반 곳곳이 가라앉고 터널 앞뒤 노면에 산사태로 나무나 흙더미가 쏟아지는 피해도 발생했다.[52]
- 푸리진: 400채 이상의 주택이 붕괴되어 180명 이상이 사망했으며 푸리진 행정청사도 붕괴되었다.[50] 지진으로 푸리 양조장이 폭발하는 사고가 발생했다.[50] 국립 지난 국제대학에서는 여러 건물의 외벽이 갈라졌다.[50] 타이중 재향군인종합병원 푸리진 병원에서는 신축병원 건물에 벽이 균열이 발생하고 보와 기둥이 쓰러지며 천장이 무너지는 등 건물과 병원의 여러 장비가 심각한 파손 피해를 입었다.[53] 타이완 성도 14호선의 푸리진 지역 도로는 완전히 끊겼고, 타이완 성도 제21호선도 곳곳에서 도로 침하 현상이 발생해 통행이 중단되었다.[52] 푸리진 시내의 중화쇼핑센터는 완전히 붕괴되었다.[54]
- 중랴오향: 타이완 단층 바로 위에 있는 중랴오향은 사망자가 총 178명으로 난터우현에서 가장 많진 않았지만 당시 중랴오향에 등록된 인구수와 비교했을 때 사망자 및 부상자 비율이 대만에서 가장 높았으며, 재해 피해 비율로도 보면 중랴오향에서 완전히 붕괴되거나 반파된 주택의 수가 전체주택수의 82.6%에 해당해 지진 피해 1급 구역으로 지정되었다.[55] 또한 향 내 타이완 전력공사 소속 초고압 및 1차 송전 철탑 18개가 붕괴되거나 반파되었으며, 송전 중심지의 중심지인 중랴오 초고압 변전소의 총 34개 초고압 변압기와 피뢰기 47개가 지진으로 파괴되었다.
- 위츠향: 르웨탄호 지역의 피해가 심각해 르웨탄호 국가풍경구의 랜드마크인 라루다오(당시 이름 광화다오)가 파손되고 섬 면적이 축소되었으며, 르웨탄호 교사회관도 붕괴되었다.[50] 또한 톈루 호텔, 중신 호텔, 주룽 호텔과 같은 수많은 관광호텔과 여관이 붕괴되었고 여러 호텔들도 파손되는 피해를 입었다.[50] 여러 주택도 피해를 입었다. 중앙기상국 르웨탄호 기상대의 기록에 따르면 이 지역의 최대 지반 수평가속도는 9.89 m/s²로 이는 1g(9.8 m/s²)를 넘고 4년 전 일본에서 발생했던 효고현 남부 지진(한신·아와지 대진재)에서 기록되었던 최대 지반 가속도인 0.8g를 넘는 값이었다.[56]
- 수이리향: 지진으로 수이리향의 주택 602채가 붕괴되고 1,265채가 반파되어 붕괴 및 반파된 주택이 전체 주택의 27%를 차지했다.[57] 신산초등학교의 학교 건물이 완전히 붕괴되었고 처청역도 심각한 손상 피해를 입었다.
- 밍젠향: 첸룽푸 단층은 밍젠향을 관통해 큰 피해가 발생했다. 밍젠향의 유일한 아파트 단지인 "상이스자다러우"는 921 대지진 본진으로 바로 무너지진 않았지만, 9월 26일 오전 8시에 발생한 규모 M6.8의 여진으로 앞쪽 건물이 붕괴되어 타이완 성도 제3호선 도로를 막아버리고 도로 건너편의 밍젠 농민회 건물도 덮쳤다.[58] 지진으로 밍젠향 곳곳의 송전탑도 기울어지고 여러 피해가 발생했으며 지지선도 철로가 휘어지는 피해가 발생했다.[50]
- 주산진: 여러 건물이 무너졌으며, 가장 심각한 피해로는 주산 도로 전체가 완저히 파괴되고 페트로차이나 주산 주유소 건물이 붕괴된 일이었다.[50] 주산의 슈촨의원 건물도 외벽에 금이 갔고 츠산 건물은 파손되는 피해가 있었다. 위산 신촌에서는 지진으로 산사태가 발생해 약 30채의 집이 무너져 12명이 사망했고, 무너지지 않은 나머지 집들도 반파되었다. 통계에 따르면 118명이 사망하고 49명이 중상을 입었으며 2,711채의 집이 붕괴되었고 2,973채가 반파되어 진 역사상 가장 피해가 큰 자연재해로 기록되었다.[59]
- 루구향: 피닉스밸리 조류생태공원이 손상되었고 루구 초등학교와 네이후 국립소학교가 완전히 붕괴되었으며 마을 전체가 혼란에 빠졌다. 계속되는 여진으로 펑황산 등의 여러 언덕에서 흙과 바위가 떨어지고 땅이 울리는 현상이 다음날까지 계속되었다. 마을 도로가 파괴되어 고립되고 전기, 수도, 통신이 완전히 중단되었으며 펑황촌 톈디마을의 백여 가구와 산린시 삼림생태휴양공원 지역의 직원과 관광객 300여명의 발이 묶였다. 향 내의 여러 도로가 낙석과 붕괴, 지반 침하가 발생해 외부로의 이동로도 끊겼다.[60]

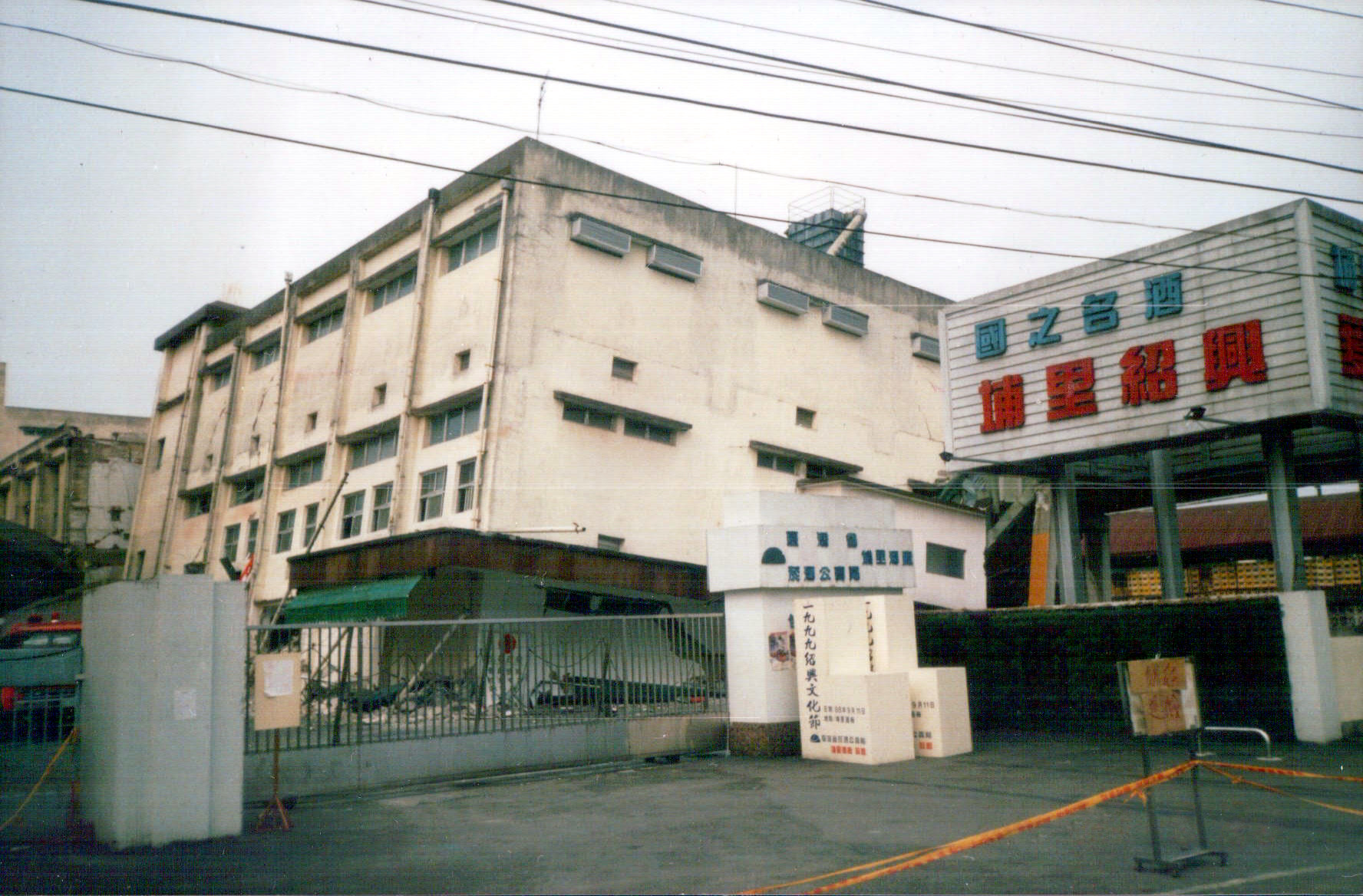
921 대지진으로 푸리 양조장이 심각한 피해를 입었고 공장 건물도 일부 붕괴되었다.
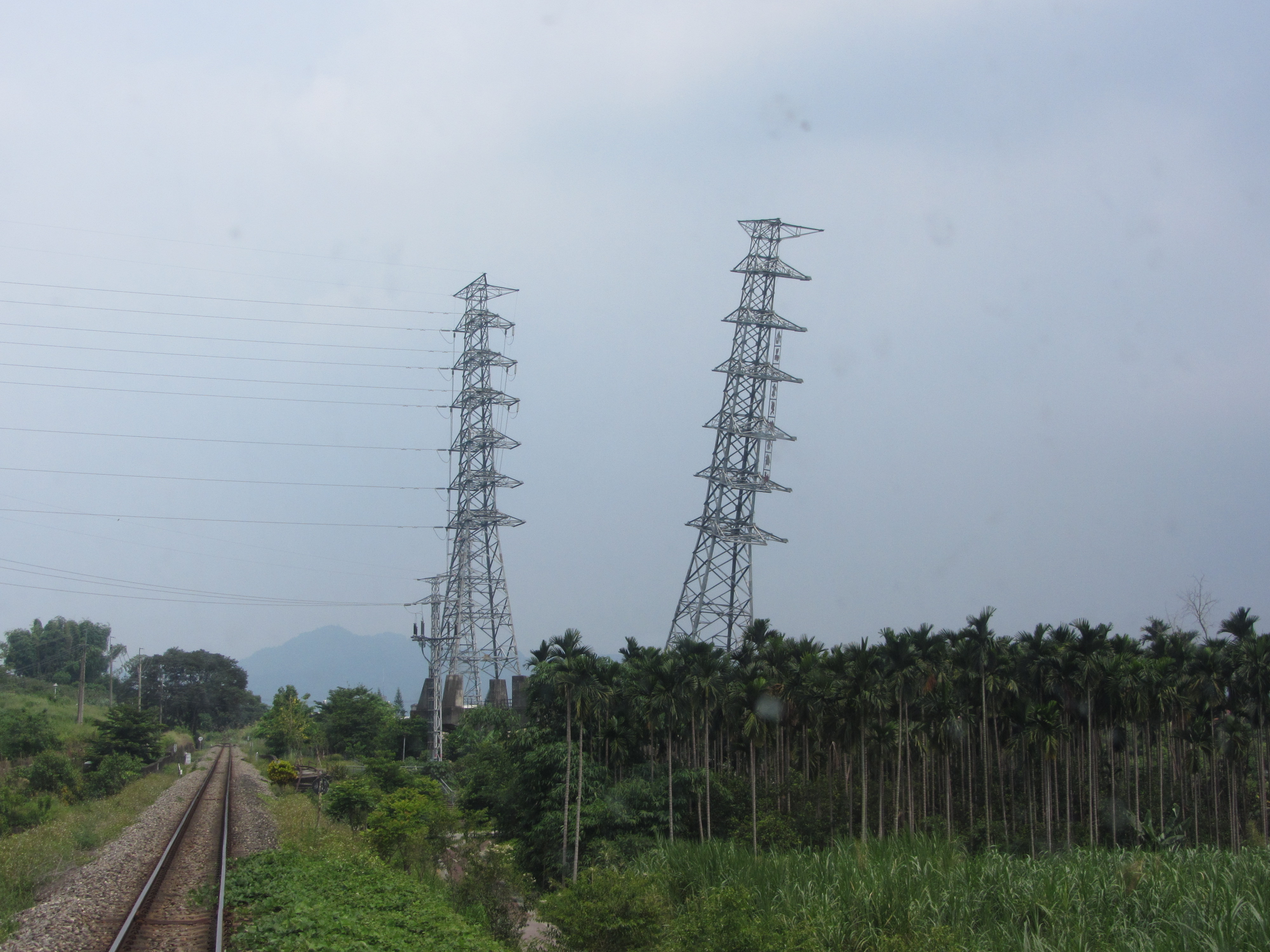
밍젠향 줘수이역 인근에 있는 지진으로 기울어진 송전탑은 현재 921대지진기념사탑으로 보존되어 있다.
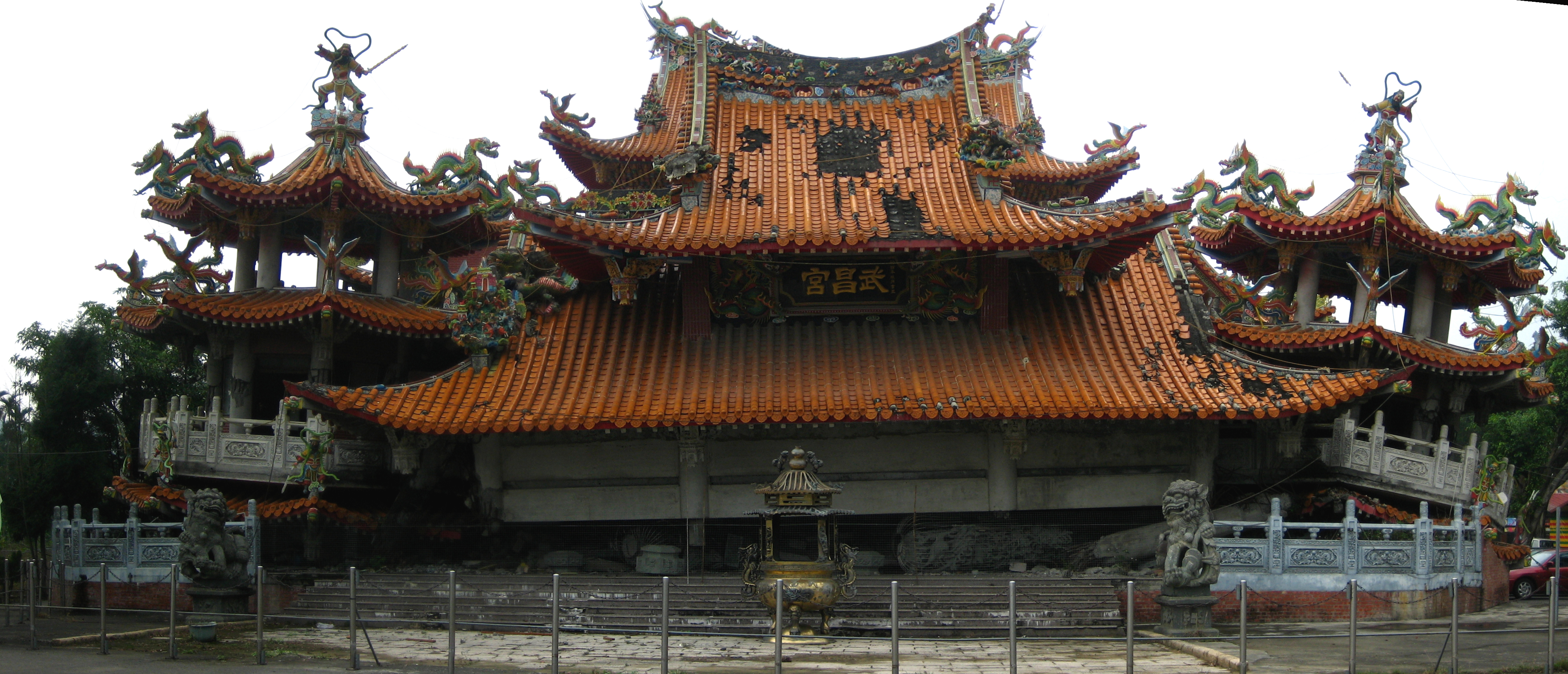
지진으로 붕괴된 지지진 우창궁의 모습.
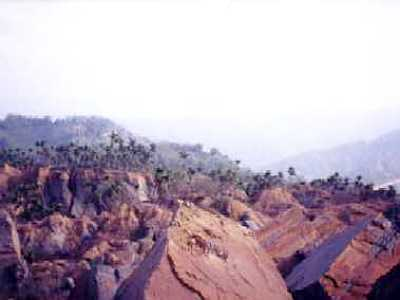
궈싱향의 주펀얼산에 산사태가 발생한 모습.
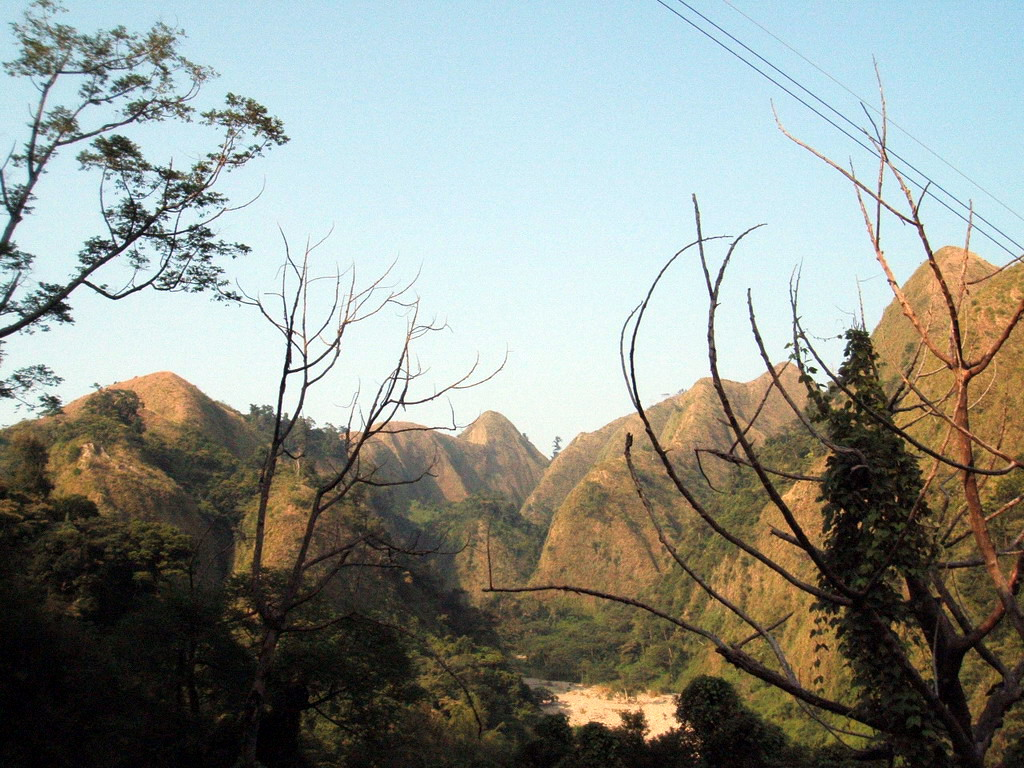
921 대지진으로 차오툰진 주주봉 봉우리가 무너진 모습.

#### 타이중
921 대지진은 타이중 지역에 전례없는 피해를 남겼다. 가장 피해가 컸던 곳은 둥스진이며 펑위안시, 다리시, 타이핑시, 우펑향, 스강향, 신서향, 허핑향 등 다른 지역도 큰 피해를 입었다. 타이중현 내에서는 산줄기를 따라 이어진 신서향, 둥스진, 스강향에서 가장 큰 피해가 발생했으며 사상자수도 타이중현 전체 사상자수의 2/3 이상을 차지했다. 또한 중심구인 다리시와 타이핑시도 921 대지진으로 큰 피해가 발생했다. 펑위안시, 다리시, 타이핑시, 둥스진, 신서향, 스강향, 우펑향, 허핑향 등 타이중현의 8개 시향진이 지진 피해를 입었다. 타이중시도 중화민국 내무부가 2급재난지역으로 구분했다.
- 타이중시 베이툰구: 113명이 사망했는데 대부분 다컹산 지역에서 발생했다. 둥산 국립중학교(현 둥산고등학교)와 쥔궁 국립초등학교(현 다컹지진추모공원. 두 학교는 새 장소로 이전됨) 교사가 붕괴되었다. 쑹이가에 있던 뤼써다디사 건물 B동도 붕괴되었다.
- 타이중시 중구: 타이완 기차역 맞은편에 있는 타이중 버스터미널 건물 기둥이 붕괴되었다.
- 타이중시 난구: 우취안로에 있는 더창신스제 건물이 주저앉아 붕괴되어 4명이 사망했다.[62]
- 타이중시 둥구: 다둥 방직공장 건물이 붕괴되고 롄우로의 푸타이신춘팡 6층짜리 건물이 붕괴되었다.[63]
- 타이중현 스강향 (현 타이중시 스강구): 921 대지진으로 스강향에 심각한 피해가 발생했다. 스강향에 있는 구시가지와 메이쯔촌, 완싱촌 등의 시골 지역을 첸룽푸 단층대가 지나가는데[61] 지진으로 도로가 심하게 융기되고 경사져서 울퉁불퉁해졌으며, 마을 주택은 완전히 붕괴되거나 산산조각나 폐허가 되었다. 스강향의 전체 사망자수는 177명으로 당시 거주인구의 1.14%를 차지해 지진 사망률 기준 향진시구에서 가장 높은 향이었으며 가장 심각한 피해를 입었다.[46] 다자강 하류에 있는 스강댐은 첸룽푸 단층대 바로 위에 있어 15-18번째의 수문이 약 5 m가량 파손되었으며 댐 본체도 손상을 입고 운용실도 피해를 입어 댐 기능에 큰 문제가 발생했다. 다자강의 스강향 지역 강바닥은 첸룽푸 단층의 이동으로 융기되어 강바닥 상류 부분도 약 6 m 정도 융기해 폭포가 형성되었지만, 강바닥의 연약한 지반 특성과 강의 강한 하향침식력으로 폭포는 지진 직후 땅이 무너져 다시 사라졌다.[21]
- 타이중현 허핑향 (현 타이중시 허핑구): 허핑향의 지진 피해도 매우 심각하여 허핑향 전체 가옥의 32%가 피해를 입었고 지진으로 노반 침하, 학교 파손, 다자강 연안 둑 붕괴 등의 여러 피해가 발생했다.[61] 중헝공로 구관-더지댐 구간이 파손되었고 많은 구간이 산사태와 낙석으로 뒤덮였으며, 이 와중 중화민국산악협회 소속 플라잉이글 등산팀이 관광버스를 타고 중헝공로를 통해 여행을 가던 중 캐슬피크 61.5 km 지점에서 산사태에 차량이 휩쓸려 15명이 사망하는 사고도 발생했다. 산사태의 규모가 커 등산팀 사망자는 지진 보름 후인 1999년 10월 5일에서야 수습되었다.[21] 지진으로 구관댐의 댐 본체와 바닥면이 갈라졌고 다자강 발전소 구관하부발전소에서 지하 가스 누출이 발생했다.[64]
- 타이중현 둥스진 (현 타이중시 둥스구): 둥스진에 있는 첸룽푸 단층과 솽둥 단층의 강한 흔들림으로 큰 피해가 발생했다. 둥스진에서는 둥스 차오성셴스 사원, 원창원, 류씨 종친건물, 중산 국립소학교, 둥스공고, 향립 탁아원, 여러 지역의 공공회관과 건물들이 붕괴되거나 손상을 입어 다수의 사상자와 재산 피해가 발생했다. 붕괴된 건물에는 둥스왕차오 1동, 2동, 룽즈쥐, 이핀쥐, 명류예술세가, 산청 제1가, 롄잉다러우 등이 있으며 특히 단층대 위에 있던 건물의 피해가 가장 심각했다.[61] 동서중앙로를 중심으로 큰 피해가 났는데 둥스진에 있는 둥스왕차오 건물 두채가 지진으로 한꺼번에 붕괴되어 28명이 사망했다. 둥스 임업장의 외부 도로도 단절되었다. 지진으로 둥스진에서 358명이 사망해 타이완의 전체 시향진 중 가장 많은 사상자가 발생한 진으로 기록되었다.[65]
- 타이중현 신서향 (현 타이중시 신서구): 지진으로 신서 하안단구군이 심각한 피해를 입고 지형이 변했으며, 셰청 국립소학교와 신서 국립소학교 건물이 지진으로 완전히 파괴되었다. 신서향의 바이렁 수로가 곳곳이 파괴되었으며 수로 파이프의 52%가 파손, 변형되어 신서 지역에 큰 물부족 사태가 발생했다.
- 타이중현 우펑향 (현 타이중시 우펑구): 우펑향에서는 번탕촌, 자인촌, 완펑촌 등에서 가장 큰 피해를 입었으며,[61] 우펑린 가택원도 붕괴되었다. 타이완성 자의회 바로 옆에 있는 완푸사도 지진으로 무너졌다. 광푸 국립중학교(현 921지진교육원구 철거 부지)는 교사가 심각하게 파괴되었고, 지각변동으로 운동장은 위로 부풀어올랐다. 그 외에 붕괴되거나 피해를 입은 건물로는 퉁린 국립소학교, 우펑 국립소학교, 밍타이 중학교, 차오룽 국립소학교 등이 있다. 츠밍 중고등학교는 건물 전체가 큰 피해를 입어 아에 타이핑구로 교사를 이전했고 우펑향 향사무소, 호적사무소, 소방서 등의 관공서도 심각한 피해를 입었다.[61]
- 타이중현 다리시 (현 타이중시 다리구): 인구밀도가 높은 다리시는 지진으로 인해 특히 차오후 지역같은 도시계획구역의 주택들이 심각한 영향을 받았고 그 중 둥후리, 네이신리, 진청리 타이중 왕조(타이중왕차오)와 금파려(진바리) 등의 아파트 붕괴 사고가 가장 심각했다.[61] 금파려 아파트 4개동이 지진으로 무너졌으며 그 중 완전 붕괴된 2개동에서 총 79명이 사망해 1개 건물에서 가장 많은 사상자가 발생했고, 타이중왕조 아파트도 2개동이 붕괴되었고 타이중기적 아파트 1개동, 금능세가 아파트 1개동이 붕괴되었다. 중싱로에서는 건물 2층이 1층으로 바뀐 주택이 줄지어 이어졌으며, 학교의 경우 칭녠 중고등학교, 차오후 국립소학교, 투청 국립소학교, 루이청 국립소학교 건물이 심각한 피해를 입었다.[61]
- 타이중현 타이핑시 (현 타이중시 타이핑구): 수백명이 사망했으며 터우볜리와 신핑리에서 피해가 제일 컸고 그 외에도 광룽리, 핑린리, 더룽리, 싱룽리 등 단층대가 통과하던 지역(이들 지역을 단층대의 이름을 따서 '첸룽푸 지역'이라 부름)은 주택이 붕괴되는 큰 피해를 입었다.[61] 훙쭝건설의 생활공원빌딩 중 3개동이 붕괴되었고 위안바오톈사 건물은 기울어지다 붕괴되었다. 광룽 국립소학교 건물은 붕괴되어 다른 위치에 재건되었으며 원래 부지는 새로운 학교인 첸룽푸 초등학교가 지어졌다. 타이핑 국립중학교는 심각한 피해를 입었고 츠지기금회가 부지와 잔해를 사들여 재건했다.
- 타이중현 펑위안시 (현 타이중시 펑위안구): 도시의 1/3 가까이가 지진 피해를 입었으며,[61] 단층대가 펑위안시 동쪽 절반을 지나 150명이 사망했다. 샹양융자오 아파트가 붕괴하여 43명이 사망했다. 펑위안 종합대시장 건물의 1-3층이 지하로 무너지고 건물 전체가 서쪽으로 기울어져 옆에 있던 빌라 건물을 덮쳐 14명이 사망했다. 펑위안시 롄허신촌에서는 지진으로 모든 건물이 붕괴되었으며, 난양 국립소학교 맞은편에 있는 더촨자캉서취 건물 전체가 기울어져 벽에 금이 가고 보와 기둥이 구부러지는 피해가 있었다. 펑위안의 중등교사 연수센터의 행정사무소는 원래 건설사양을 초과하는 지진 흔들림으로 건물 1층의 보와 기둥이 교차하는 지점에 전단손상을 입어 끊어져 기울어졌다.[21]
- 타이중현 우치진 (현 타이중시 우치구): 우치진은 921 지진의 피해를 입은 지역은 아니지만, 타이중항의 북항 터미널 지역에 토양액상화 현상이 일어나 땅에서 모래가 뿜어져 나오고 지층이 침하하는 등 여러 문제가 발생하고 터미널 건물도 침하, 기울어지는 피해가 발생했다. 또한 지반 침하와 바닷물의 침입이 합쳐져 기초대가 사라져 터미널 창고도 손상을 입었으며 도로에는 수많은 대형 포트홀이 형성되었다.[66][67]

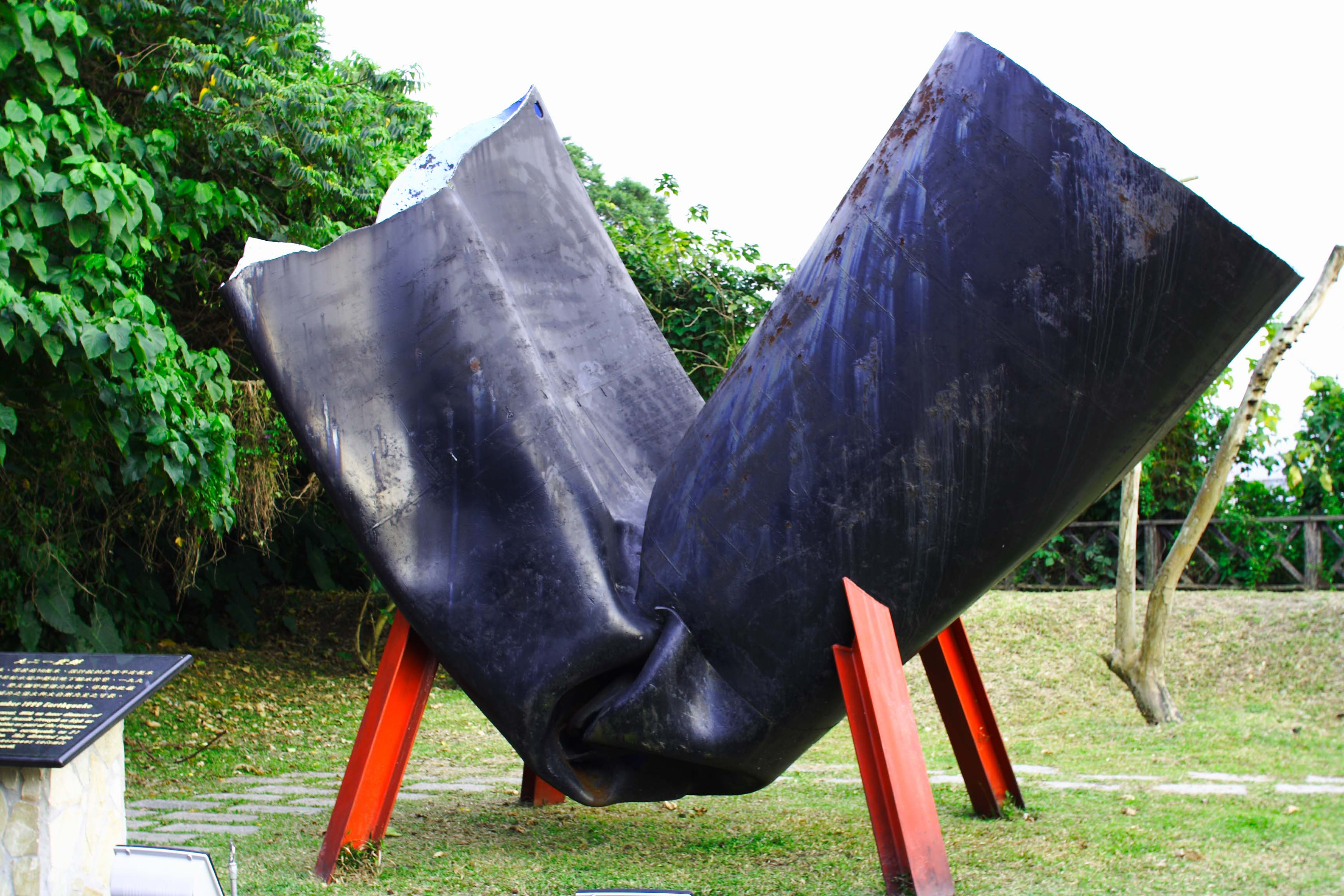
이 쇠파이프는 직경 200 cm, 두께 1.8 cm, 설계인장강도 41 kg/cm²으로 원래 타이중현 펑위안시 지하 상수도 시설에 있던 지하 수도관인데, 대지진 발생 당시 수도관 전체가 강한 인장력으로 변형되어 수직으로 꺾였다. 당시 지진의 흔들림 세기를 알려주는 증거가 되어 현재는 타이베이시 물 박물관에 전시되어 있다.
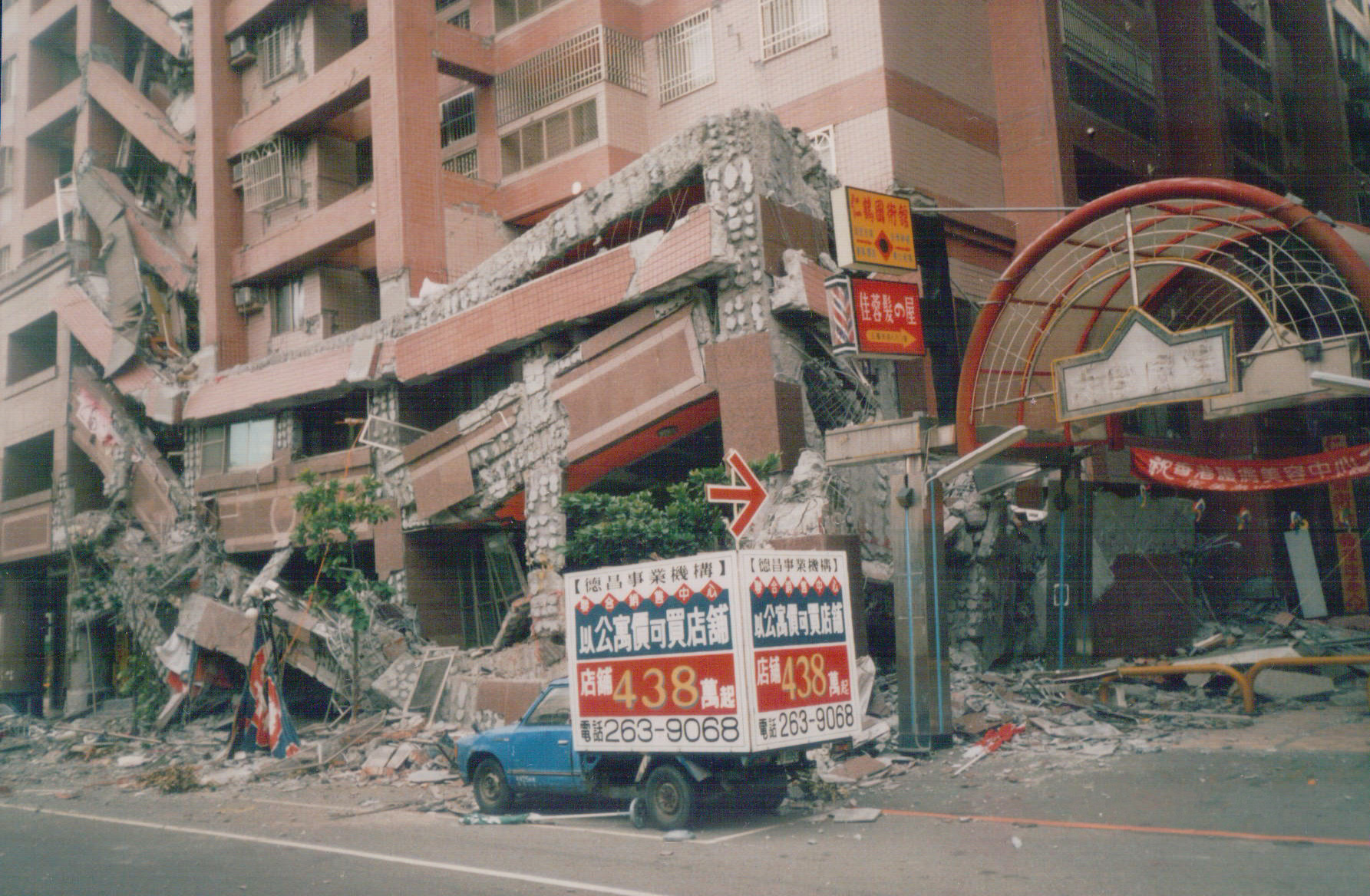
921 대지진으로 붕괴된 타이중시 난구의 더창신스제 건물 모습.
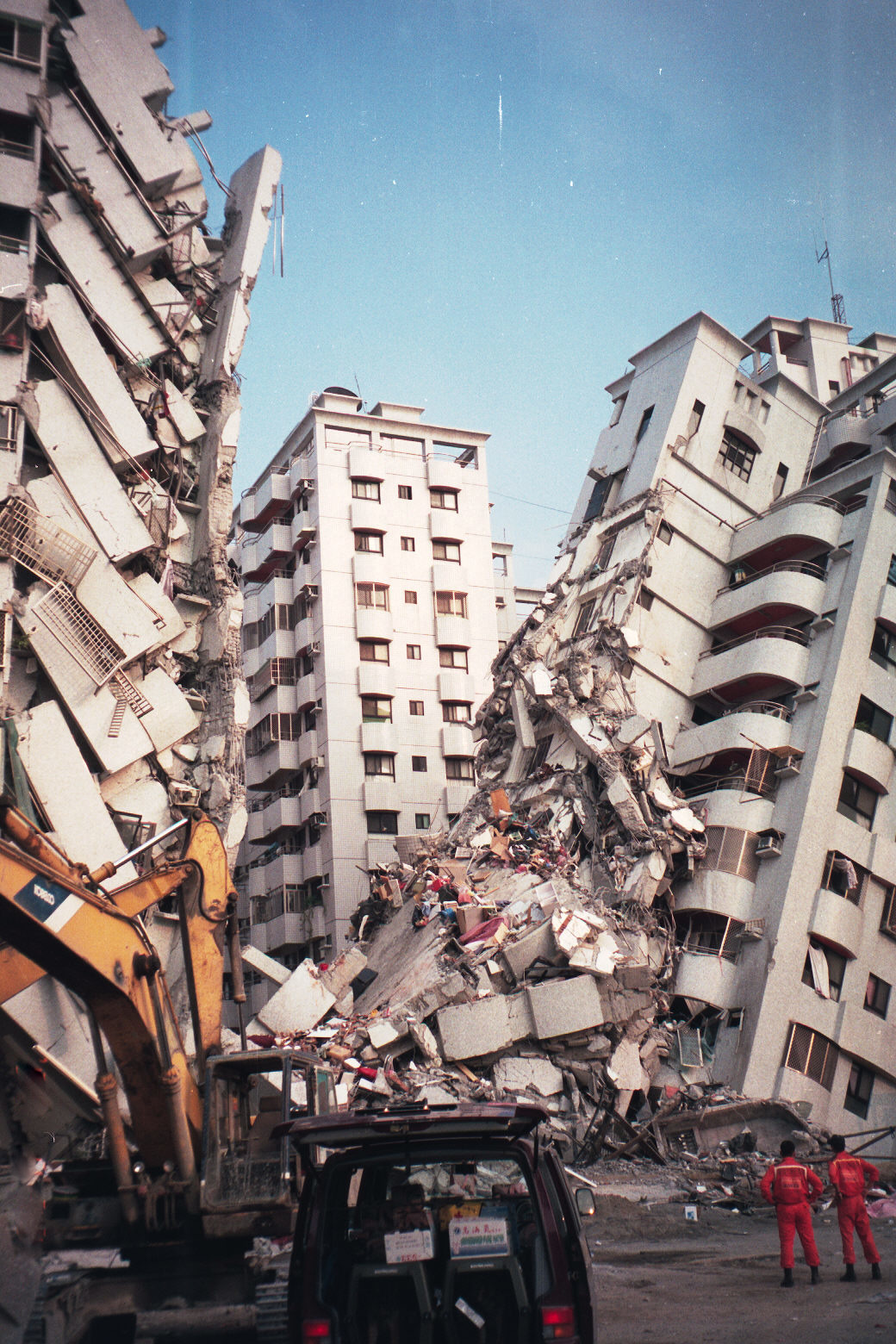
타이중현 다리시의 붕괴된 금파려 아파트에서 구조 활동을 벌이고 있는 대한민국의 중앙119구조본부 모습.
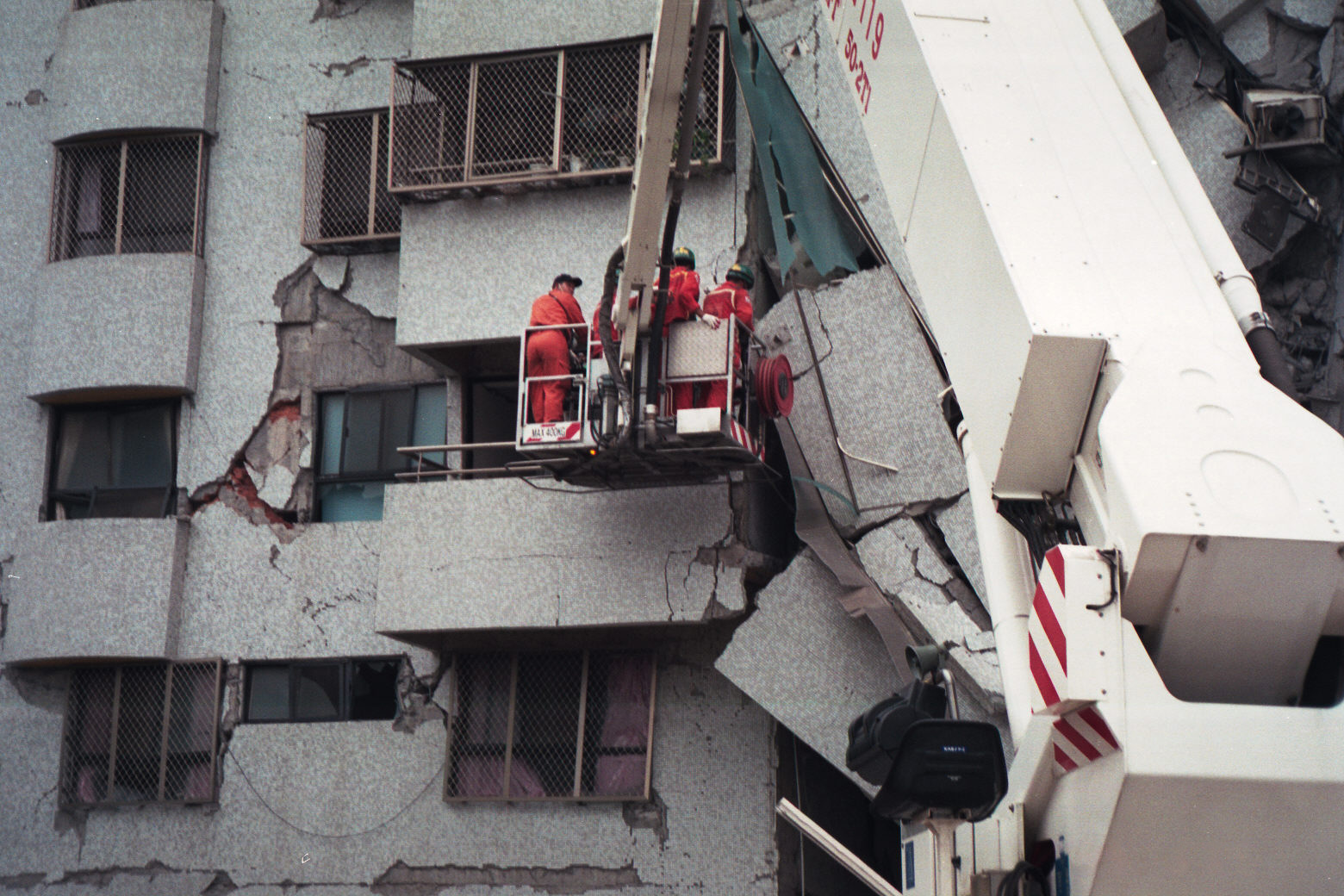
다리시의 금파려 아파트 구조 현장 모습.
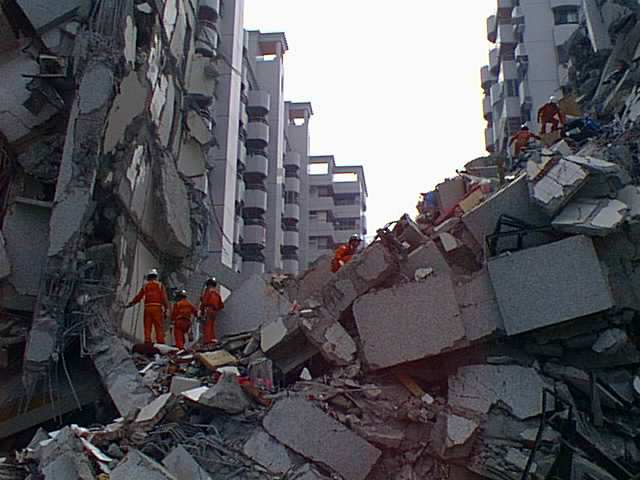
다리시의 금파려 아파트 구조 현장 모습.
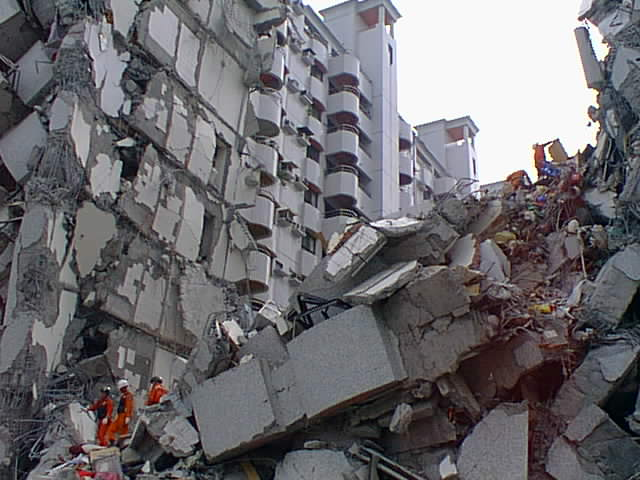
다리시의 금파려 아파트 구조 현장 모습.
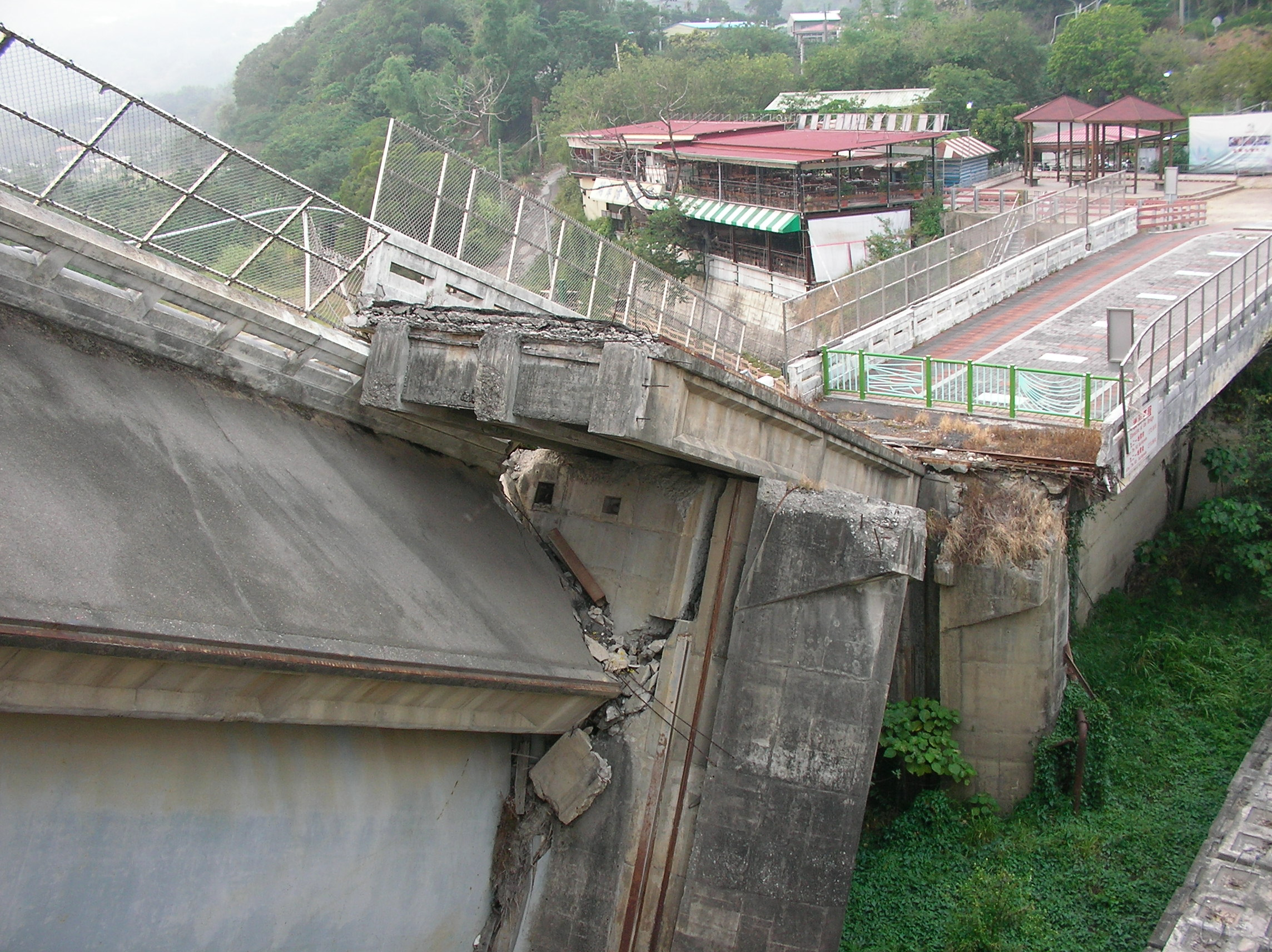
921 대지진으로 스강댐의 수문과 본체가 일부 붕괴, 파손된 모습.

#### 타이베이

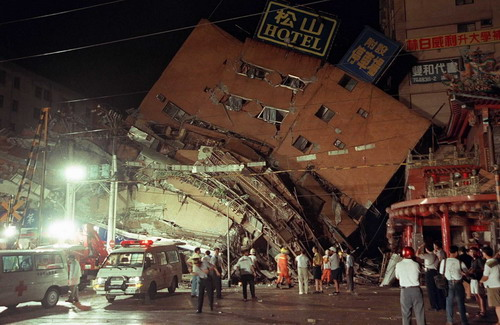
지진으로 붕괴된 타이베이시 둥싱빌딩의 모습.

지하 2층, 지상 12층짜리 건물인 타이베이시의 둥싱빌딩은 타이베이시 내에서 가장 큰 피해를 입고 붕괴했고, 유일하게 완전 붕괴된 건물이다. 타이베이현 신좡시에서는 보스더자 건물이 계획대로 지어지지 않아 건물 안전계수가 기준의 절반도 미치지 못했고, 진도4의 흔들림도 견디지 못해 건물 3개동이 붕괴되고 45명이 사망했다. 타이베이 지역도 거리에 비해 지진의 영향과 피해가 컸다. 지진학자들은 타이베이 분지가 산으로 둘러싸여 있어 지진파의 증폭 효과가 컸고, 분지의 연약지반으로 지반 증폭 효과가 커져 지진의 규모에 비해 그 흔들림이 더욱 커졌다고 분석했다.
- 타이베이시 쑹산구 및 신이구 경계: 바더가와 후린가 교차로에 있는 둥싱빌딩이 붕괴해 87명이 사망, 921 대지진으로 단독 건물 중 사망자가 제일 많이 발생한 건물로 기록되었다.
- 타이베이시 원산구: 징메이 여자중학교의 교사 건물이 완전히 무너졌고, 학사 건물도 위험할 정도로 연약해졌다. 타이베이시에서 가장 심각한 피해를 입은 학교 건물로 기록되었다.[68]
- 타이베이현 신좡시: 신좡시민로에 있는 대규모 주택단지인 보스더자의 아파트 3채가 붕괴해 45명이 사망했고, 중룽가에 있는 룽거사 본사 건물이 지반 침하로 기울어졌다.[69]

#### 장화현
장화현 지역에서는 위안린진(현 위안린시)의 16층짜리 룽방빌딩이 붕괴되었고 화재와 여러 자동차 사고가 발생했다. 서터우향, 셴시향, 허메이진, 펀위안향, 톈중진, 화탄향에서도 지진 피해가 발생했다. 내륙의 위안린진, 서터우향, 다춘향과 선강향의 해안선 지역, 우시강의 길목에 있는 해변 등이 모두 지진으로 균열이 발생하고 구덩이 형태의 토양액상화 현상이 발생했다.
- 위안린진 (현 위안린시): 룽방푸구이밍먼 빌딩 중 하나가 붕괴되어 23명이 사망했고, 웨이위위잉로에 있는 창화현 농민회 건물(창농건물 및 밍타이병원 건물이라고도 부름)이 무너졌으나 인명 피해는 없었다.[70] 위안린 지역에는 광범위한 토양액상화 현상이 일어났다. 토양액상화가 발생한 지역에는 둥허, 민성, 다라오, 룬야, 전싱, 린춰, 완녠, 전싱덩리 등이 포함되었으며 얼리밍, 후이라이, 싼이, 거우짜오, 시둥, 난둥, 둥베이 등 여러 리에서도 지층 침해와 모래 분사 등의 현상이 관측되었다.[71]
- 장화시: 스파이리 스파이항 45번지에 있는 리치회사의 기숙사 건물이 붕괴되었고, 장허로 구간의 여러 단독주택이 붕괴되었다.[63]

#### 윈린현
윈린현의 피해는 더우류시와 구컹향에 집중되었다. 더우류시에서는 중산궈바오 빌딩과 관디 빌딩이 붕괴되어 사상자가 발생했으며, 구컹향의 차오링 일대에서는 산사태로 무너진 토사가 강을 막아 일종의 토석류 호수인 신차오링호를 만들었고 29명이 사망했다.
- 더우류시: 현지 건설사가 지은 중산궈바오 빌딩(2층)이 붕괴되어 14명이 사망했고, 관디 빌딩이 붕괴되어 9명이 사망했다. 한지 빌딩(위산 상업은행 더우류시지점)도 붕괴되었으나 사무실 건물이라 지진 발생 당시 내부에 사람이 없어 사상자는 없었다.
- 구컹향: 구컹향의 중국석유(현 대만중유) 사무소와 구컹영업소가 붕괴되었다. 줘수이강의 지류인 칭수이강 상류의 차오링 일대에서 해발고도 약 1,100 m의 줴둬산이 지진으로 함몰, 산사태로 인해 쏟아진 흙과 바위의 양은 약 1억 2천만 m³로 추정되며 산에서 3 km 떨어진 지점까지 산사태의 영향으로[49][72] 총 8가구 29명이 생매장당했으며[73] 카오링 호텔과 선눙 호텔도 피해를 입었다.[49]

#### 자이현

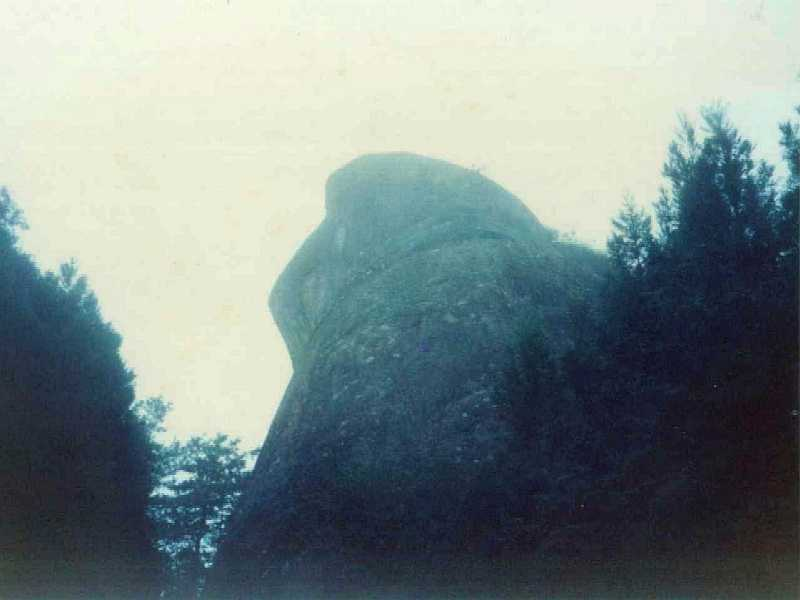
"몐웨 원숭이상"의 원래 모습.

자이현의 재해는 주로 아리산 지역에 집중되어 있으며 메이산향과 주치향에서 산발적인 피해가 발생했다.
- 아리산향: 아리산 삼림 철도의 아리산역이 지진으로 파괴되었고, 61 km 길이의 핑저나역 선로는 뒤틀리고 변형되었다. 아리산 삼림 철도의 지선인 몐웨역선과 주산역선도 지진으로 파괴되었으며, 몐웨선 종점에 있던 오래된 원숭이 모양의 자연기념물인 몐웨 원숭이상의 머리가 흔들려 본모습을 잃었다. 타이완 성도 제18호선 아리산선은 도로가 붕괴되어 일부 구간이 끊어졌다.[63]
- 메이산향: 룽옌촌에서는 가옥이 무너지고 도로가 일부 끊어졌으며, 루이펑촌과 비후촌에서도 도로와 건물이 손상을 입었다.[63]

#### 먀오리현

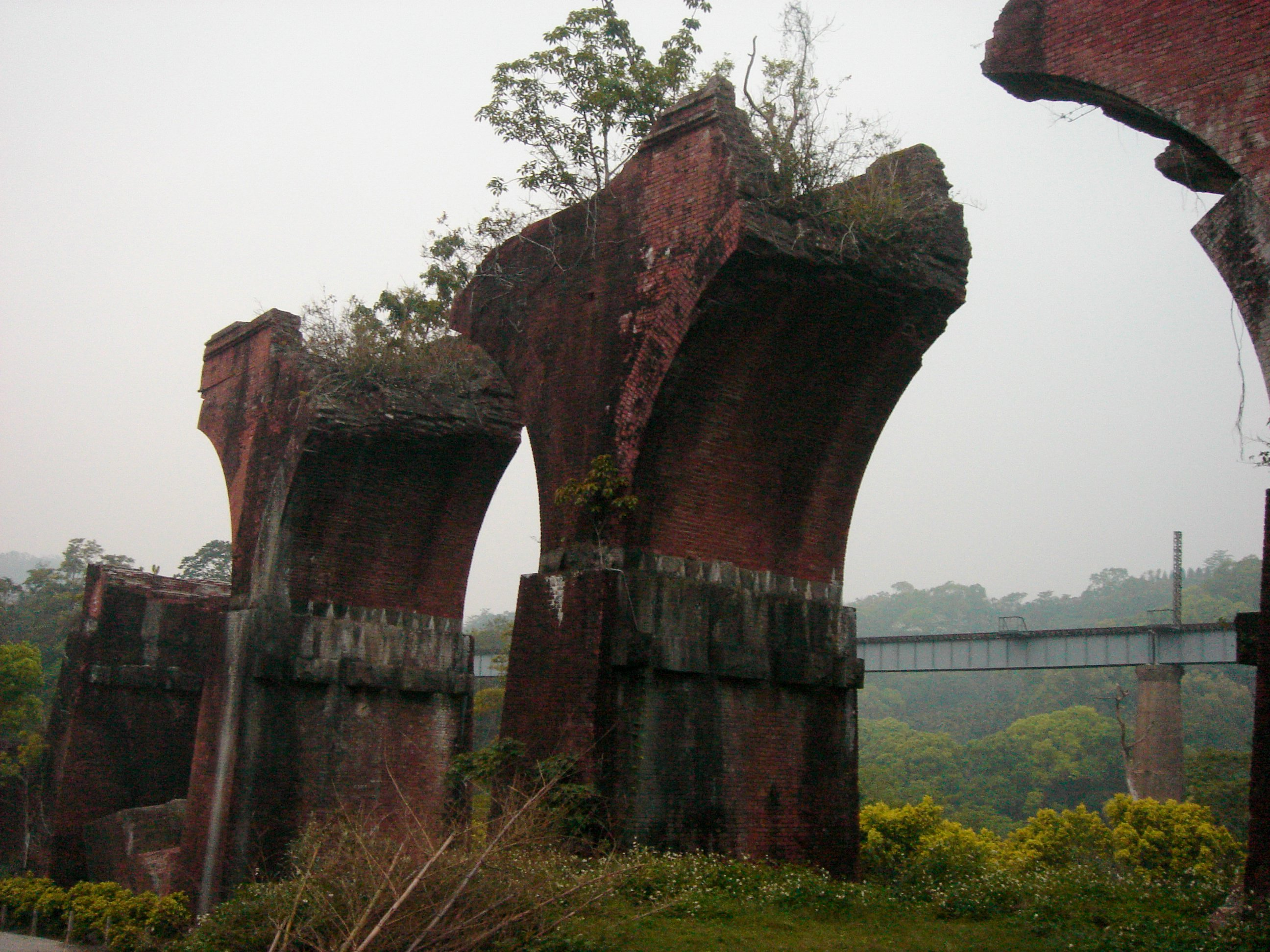
921 대지진 당시 룽텅 대교 교각 일부가 붕괴되었다.

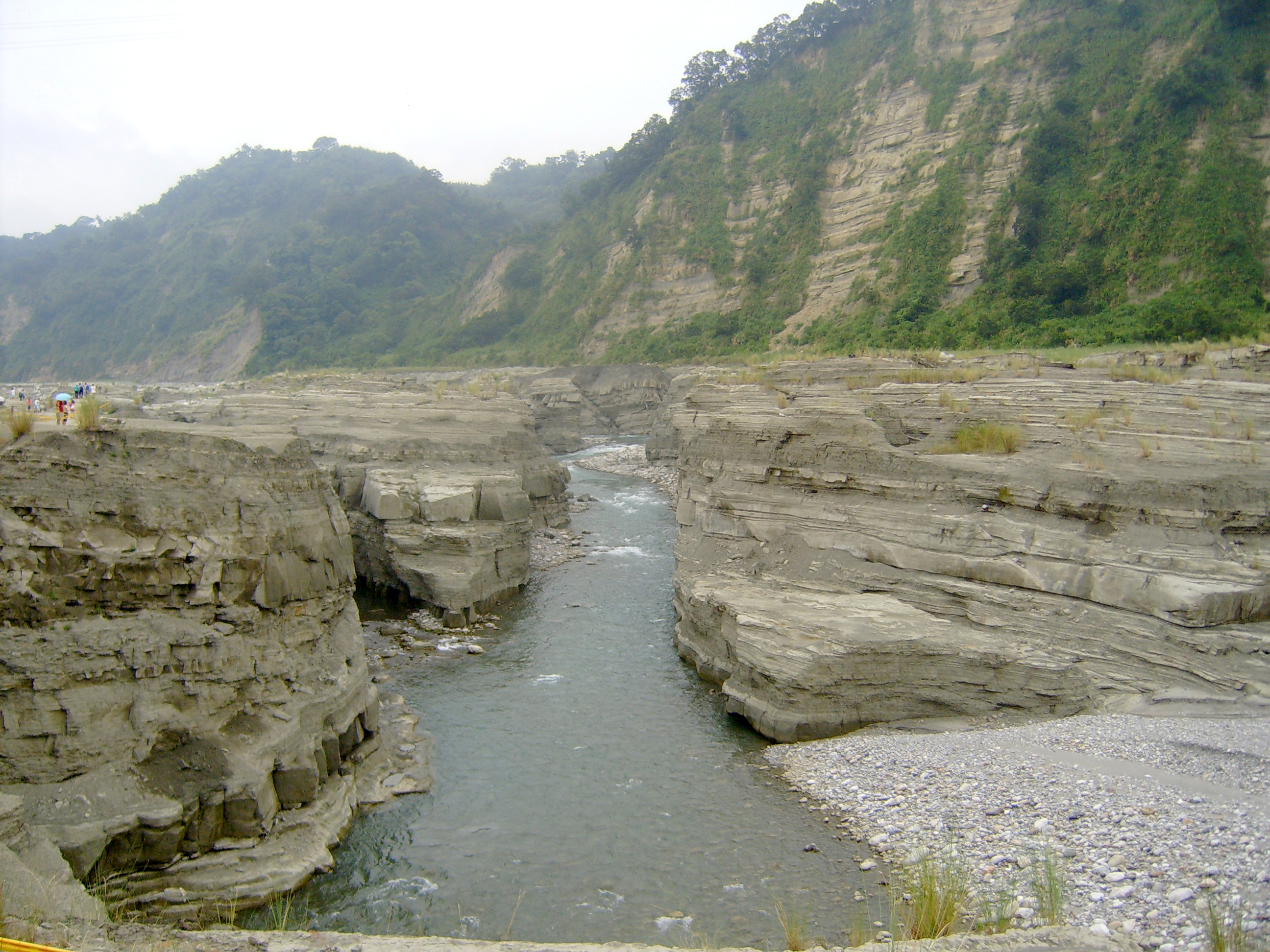
921 대지진 당시 형성된 다안강 협곡의 모습.

먀오리현에서는 줘란 지역을 중심으로 100여채 이상의 가옥이 붕괴되는 등 가장 큰 피해가 있었고, 싼이향의 룽텅 대교 교각 일부는 강한 흔들림을 견디지 못하고 무너지기도 했다. 룽텅 대교는 1935년 신주-타이중 지진과 921 대지진 두 지진을 모두 겪고 보존되어 있다.
- 줘란진: 100채 이상의 가옥이 붕괴되었다. 줘란진과 타이중현 둥스진 사이 다안강 구간은 첸룽푸 단층의 이동으로 강바닥이 거의 6 m 가까이 융기되어 물 흐름이 막혀 둑이 형성되었으며, 나중에 막혔던 강이 범람하면서 양쪽이 붕괴되어 다안강 협곡이 형성되었다.

#### 기타 현/시
지진으로 중화민국 농무부가 관할하던 타오위안현 푸싱구의 둥옌 국가삼림유락구와 가오슝현 타오위안구의 텅즈 국가삼림유락구의 레크리에이션 장비와 건물이 손상을 입었다. 타이중 산림관리처 산하 난훙에서 산양까지 잇는 난헝공로의 약 160 km 구간 중 800 m가 산사태로 뒤덮혀 교통이 통제되었고, 난후이공로의 타이둥 구간 등 여러 도로가 산사태로 막혔다. 이란현 우제향에 있는 샤오웨이 창고는 921 대지진으로 520 t 규모의 창고 5동과 175 t 규모의 창고 1동이 붕괴되어 3천만 타이완 달러의 손실을 입었다. 타이난현 바이허구에 있는 유성 시멘트 회사의 믹싱드럼이 지진으로 붕괴되었다. 신주시에서는 국빈호텔 건설 현장에서 40톤 규모의 승강기 프레임이 붕괴되어 2명이 사망하고 1명이 부상을 입었으며, 신주현에서는 주베이시와 신푸진에서 축사가 붕괴되어 주택을 덮쳐 4명의 부상자가 발생했다. 화롄현에서는 화롄공로와 중헝공로 일부가 붕괴되었다.

### 인프라 피해

#### 정전 피해
921 대지진으로 난터우현 중랴오향에 있는 변전소가 지진 피해를 입었고, 345 kV의 중랴오-룽탄 고전압 송전선 203호가 붕괴, 파손되어 지진 직후 타이완 전역에 정전이 발생하며 1999년 729 전대만 정전보다 심각한 정전 피해가 발생했다. 대만전력공사의 "전력망 허브"였던 중랴오 초고압변전소가 붕괴되어 타이완 남북간 전력망이 단절되었고, 전력 공급량도 급격하게 줄어들어 중북부 지역의 전력망이 붕괴되고 제1 원자력 발전소, 제2 원자력 발전소, 셰허 발전소, 선아오 발전소, 퉁샤오 발전소, 타이중 발전소, 린커우 발전소, 타이쑤 산업 마이랴오 발전소 등의 타이완 대부분 발전소가 정지되었고 장화현 이북 전역에 정전이 발생했다. 중랴오 초고압 변전소의 손상으로 남북간 송전선이 영향을 받아 타이완 남과 북의 전력망이 분리 운영되어 북부의 수도권은 전기가 부족한 상황에 처했으며, 전력 공급 재개 후에도 구획별로 순환 정전이 이어졌다. 지진으로 중랴오 변전소 외에도 톈룬 초고압 변전소에서 지반 침하 현상이 일어나 장비가 심각한 피해를 입었고, 더지-구관 송전선과 칭산-구관 송전선은 거의 완전히 파괴되었고 기타 송전선로도 큰 피해가 발생했다. 전력공사 전 직원이 긴급수리를 마친 후 전력 공급 제한 조치를 취했으며, 10월 3일 오후 7시가 되어서야 타이완 중부 지역의 모든 송전탑이 개방되어 전력 공급 제한이 부분적으로 해제되었으며, 10월 10일에는 전력 공급 제한 조치가 완전히 해제되었다.
921 대지진 이후 각 발전소의 발전량은 다음과 같다.
- 남부 지역의 화력 및 원자력 발전소는 정상적으로 운용되었다.
- 북부 지역에서는 스먼, 페이추이, 이싱 등의 수력발전소와 제1, 제2 원자력 발전소, 셰허 4개 호기(셰허 2호기는 9월 23일 20:50에 재개됨), 린커우 제1, 제2호기, 선아오 제1, 제2호기, 퉁샤오 발전소가 결합해 운용했다.
- 중부 지역의 타이중 제2호기와 제6호기는 9월 24일 6시 28분부터 가동을 시작했다.

#### 단수 피해
921 대지진의 영향으로 수돗물의 영향을 받은 지역은 주로 대만수도공사 제4지역 관리국이 관할하는 타이중과 난터우현 지역이다. 스강댐과 리위탄댐의 저수지가 지진으로 상수도가 끊겨 단수 피해가 발생했다. 지진으로 리위탄댐의 취수장이 파손되어 하루 상수도 공급량이 40 t으로 줄어들었으며, 시강댐은 댐이 파손되어 물을 저장할 수 없었고 펑위안 정수장은 정수시설과 수도관로가 파괴되어 상수도 공급이 중단되었다. 타이중 광역권에서는 리위탄댐과 타이중 시내의 지하수로만 상수도 공급이 가능했기 때문에 물이 부족해져 각 구역별로 이틀간만 물을 공급하고 긴급 복구가 완료될때까지 4일간 단수되었으며 급수가 중단된 지역에서는 구청이 제공하는 급수지점과 급수차 지원을 통해 긴급급수를 실시했다.

#### 가스 공급 중단
921 대지진으로 신칭, 신중, 신린 3개 가스 회사가 큰 피해를 입어 가스관들이 파괴되었다. 9월 27일까지 신중 가스 회사에서만 총 2천건 이상의 가스 누출을 발견했으며 신린 가스 회사가 사용하는 가스관은 단층대 바로 위를 지나 심각한 피해를 입어 총 37만 가구의 가스 공급이 중단되었으며 10월 5일까지 31만 가구의 가스관을 수리했다. 지진으로 손상된 가스관의 길이는 827,527 m이다.

#### 학교 피해
| 현/시      | 갯수 |
| ---------- | ---- |
| 타이베이시 | 67   |
| 가오슝시   | 0    |
| 타이베이현 | 76   |
| 이란현     | 8    |
| 타오위안현 | 11   |
| 신주현     | 13   |
| 먀오리현   | 85   |
| 타이중현   | 71   |
| 난터우현   | 69   |
| 장화현     | 85   |
| 윈린현     | 49   |
| 자이현     | 46   |
| 타이난현   | 3    |
| 가오슝현   | 2    |
| 핑둥현     | 1    |
| 타이둥현   | 15   |
| 지룽시     | 15   |
| 신주시     | 16   |
| 타이중시   | 76   |
| 자이시     | 32   |
| 타이난시   | 29   |
| 진먼현     | 0    |
| 롄장현     | 0    |
| 총 합      | 786  |

921 대지진으로 타이완 중부 지방의 학교 중 절반이 붕괴되거나 피해를 입었으며, 대학교 7곳, 전문고등학교 83곳, 중학교 168곳, 초등학교 488곳 등 초증둥학교 656곳, 전체 초중등학교의 1/5에 해당하는 건물이 붕괴되거나 심각한 피해를 입었다. 921 대지진은 이른 새벽에 발생해 대부분의 학교 건물이 비어 있어, 건물이 붕괴되었으나 교사나 학생의 부상, 사망자는 발생하지 않았다.

#### 교통 피해

##### 철도
대만철도가 관리하는 쭝관선의 타이중선 중 싼이 제1터널의 아치가 붕괴되고 선로가 비틀렸으며, 다자대교의 4번째 교각과 을호 빔에 균열이 가고 빔 끝부분이 휘어져 철로 운행이 전 구간 중단되었다. 지지선에서도 곳곳의 노반이 솟아오르거나 구부러지고 역사 건물도 기울어진 곳이 많아 대부분의 구간이 운행 중단되었다. 타이중강선도 심각한 피해를 입었다. 산선도 운행이 중단되어 모든 등급의 열차가 해안선으로 우회 운행하면서 심각한 열차 지연이 발생했다. 산선 운행 중단에 대응하여 대만버스여객공사는 타이베이-타이중, 타오위안-타이중, 중리-타이중, 신주-타이중, 타이베이-먀오리, 타이베이-펑위안 등의 노선 버스 수를 증차하여 승객 운송을 높였다. 타이중선은 1999년 10월 8일 긴급 복구를 통해 운행 재개되었으며, 지지선은 2001년 1월 21일 재건되어 운행을 재개했다.

##### 도로
철도의 피해보다 도로의 피해가 훨씬 더 컸는데, 921 대지진으로 발생한 도로 피해는 주로 첸룽푸 단층과 평행한 타이완 성도 제3호선과 첸룽푸 단층을 수직으로 지나가던 중헝 공로에 집중되었다. 성도 제3호선은 주로 교량 붕괴와 균열 피해가 있었고, 중헝 공로는 주로 절벽이나 토사 붕괴로 노반이 무너지거나 도로가 막히는 피해가 있었다. 타이완 성도 제1호선은 단층에서 멀리 떨어져 있어 상대적으로 피해가 적었다. 일반 국도의 경우 중산 고속공로은 단층에서 더 멀리 떨어져 있어 가로등이 쓰러지거나 경사면 일부 붕괴, 교량 몇 개만 손상을 입어 교통이 끊기지 않았다. 포르모자 고속공로(국도 제3호선)은 지진 발생 당시 공사 중으로 교각에 매달려 있던 임시 지지대가 지진으로 붕괴되었다. 교통부 공로국이 관리하는 성,현,향 도로 중 44개 노선이 손상을 입었으며 그 중 33개 노선에서 총 711개 지점이 산사태 등으로 막히는 피해가 발생했다.
첸룽푸 단층대의 양쪽 지표면은 최대 수직 높이차가 약 11 m, 최대 수평 어긋남이 약 10 m에 달해 피해 지역의 철도와 고속도로의 교량, 터널이 급격한 지각변동으로 손상을 입어 끊어진 곳이 많았다. 921 대지진으로 최대 1천개에 달하는 교량 중 20%에 달하는 교량이 여러 피해를 입었는데 이 중 20량 이상의 교량이 심각한 손상을 입었다. 심각한 손상의 종류에는 단층 이동으로 인한 교량 전도, 교각의 전단 손상, 기둥과 상부구조물 간 접합부 손상, 직선 및 대각선 교량의 지지길이 부족으로 발생한 교량 전도, 현수교의 케이블 절단, 교각과 사면의 액상화현상으로 인한 기초부 손상 등이 있다.
| 교량 명칭  | 지역                              | 강 이름    | 소속 도로                    | 완공 년도 | 폭 (m) | 연장 (m) | 주요 손상              |
| ---------- | --------------------------------- | ---------- | ---------------------------- | --------- | ------ | -------- | ---------------------- |
| 스웨이교   | 타이중현 둥스진                   | 사롄강     | 성도 제3호선163K+620         | 1994년    | 25     | 75       | 붕괴                   |
| 둥스 대교  | 타이중현 둥스진-스강향            | 다자강     | 성도 제3호선167k+891         | 1962년    | 26     | 572      | 주교 및 교각 피해      |
| 장겅 대교  | 타이중현 둥스진-스강향            | 다자강     | 타이중시도 제44호선-1        | 1987년    | 25     | 300      | 붕괴                   |
| 피펑교     | 타이중현 펑위안시-스강향          | 다자강     | 펑스로 1131번지              | 1991년    | 25     | 300      | 붕괴                   |
| 룽안교     | 타이중현 신서향-둥스진            | 다자강     | 현도 제129호선               | 1986년    | 35     | 280      | 기둥 피해              |
| 광룽교     | 타이중시 베이툰구                 | 다리강     | 광시 거리                    | 1986년    | 28     | 56       | 교량 상판 및 교각 피해 |
| 이장교     | 타이중현 타이핑시                 | 터우볜컹강 | 현도 제136호선               | 1972년    | 11     | 264      | 붕괴                   |
| 다펑교     | 타이중현 다리시-우펑향            | 차오후강   | 타이중시도 제105선           | 1992년    |        |          | 주교 피해              |
| 신시난교   | 타이중현 우르향-우펑향            | 다리강     | 현도 제127호선               | 1994년    | 50     | 500      | 주교 및 교각 피해      |
| 우시교     | 타이중현 우펑향-난터우현 차오툰진 | 우시강     | 성도 제3호선210K+371         | 1981년    | 34.7   | 624      | 붕괴 및 기둥 피해      |
| 옌펑교     | 난터우현 차오툰진                 | 우시강     | 성도 제14호선27k+060~27k+515 | 1984년    | 35     | 455      | 교각 및 기둥 피해      |
| 첸펑교     | 난터우현 궈싱향                   | 우시강     | 현도 제136호선               | 1986년    | 25.6   | 184      | 주교 및 지대주 피해    |
| 마오뤄시교 | 난터우현 난터우시-차오툰진        | 마오뤄강   | 성도 제3호선217K+870         | 1999년    |        |          | 기둥 피해              |
| 밍주 대교  | 난터우현 밍젠향-주산진            | 줘수이강   | 성도 제3호선224.1K           | 1990년    | 25     | 700      | 붕괴                   |
| 푸지교     | 난터우현 지지진-수이리향          | 유처컹강   | 성도 제16-1호선              | 1979년    | 35     | 105      | 교탑 피해              |
| 지루 대교  | 난터우현 지지진-루구향            | 줘수이강   | 현도 제139호선63.5k          | 1999년    | 150    | 300      | 교탑 및 교각 피해      |
| 신이교     | 난터우현 신이향                   | 쥔컹강     | 성도 제21호선                | 1981년    | 29     | 180      | 교각 피해              |
| 옌핑교     | 난터우현 주산진                   | 둥푸루이강 | 성도 제3호선230.2k           | 1986년    | 13     | 78       | 교각 피해              |
| 룽먼 대교  | 난터우현 주산진                   | 칭수이강   | 난터우 시구도 제53호선       | 1982년    | 40     | 480      | 붕괴                   |
| 리위 대교  | 난터우현 주산진                   | 칭수이강   | 난터우 시구도 제53호선       | 1988년    | 39     | 546      | 교각 피해              |
| 퉁터우교   | 난터우현 주산진                   | 칭수이강   | 현도 제149호선13K+633        | 1980년    | 40     | 160      | 붕괴                   |

#### 통신 피해
장거리 통신망의 경우 지진으로 인한 정전과 급수탑 붕괴로 타이중시 싼민로에 있던 중화전신 타이중시 서버실에 정전이 발생해 약 4시간동안 타이중시 광역권의 장거리 및 무선통신이 정지되었다. 리산-둥스 광케이블이 끊어졌고 부설된 곳이었던 중횡공로도 지진으로 파괴되어 복구가 어려워졌다. 도시 내 전화망의 경우 지진으로 둥스, 난터우, 푸리, 루구, 줘란 등 52개 교환소의 중계 케이블이 손상되어 외부와의 통신이 끊어졌으며, 지반 변형으로 인해 지하관로가 변형되거나 관로가 파손되어 타이완 중부 지역의 205,291개 가구가 유선 통신망 피해를 입었다. 휴대전화의 경우 타이완 내 1,500개 기지국이 정전으로 일시적으로 마비되었다.

## 언론 보도
새벽에 지진이 발생한 후 대만전시태(TTV)가 처음으로 속보를 보도한 후 새벽 3시경부터 특별 생방송을 진행했으며, 중시 메인 채널(CTV)는 지진 발생 후 워드카드로 지진 소식을 전한 후 지진 관련 보도를 시작했다. FTV 메인 채널은 CNN의 실시간 보도를 방송했다. 그 후 타이완의 모든 방송국이 정규방송을 일시적으로 중단하거나 재난방송으로 방송 일정을 변경했다. 연예계의 영향력을 통해 기금을 모금하기 위하여 버라이어티 쇼 프로그램은 일시적으로 모금 운동 프로그램으로 전환되었고, 뉴스 방송국도 24시간 종일 재난방송 체제로 변경되었다. 라디오에서는 경찰라디오방송, 중국라디오 등의 여러 방송사가 지진 발생 후 현지 기자와 현 및 지방자치단체 공무원과 전화 연결을 하여 지진 정보, 각지의 상황, 휴교 정보 등을 전파했으며 경찰라디오는 일반인을 위한 특별회선도 개설하여 재난 정보를 제공했다. 지진 발생 후 중국라디오방송은 펑샤오룽, 주커웨이, 리야위안이 번갈아 앵커를 맡았고 새벽 2시에는 기본 프로그램이었던 중광 뮤직, 중광 팝, 중광 바오바오 등의 정규방송이 중단되고 중광뉴스의 프로그램을 동시 송출했다. 당시 막 개국했던 대만전민광파전태(News98)은 지진 당시 "98광선"이라는 프로그램을 진행 중이었는데 지진 후 진행자가 지진 관련 주요 뉴스를 방송한 후 뉴스 부서 직원들이 방송국에 도착하여 일련의 마라톤 방송을 진행했으며, 타이베이의 목소리도 재난 취재를 같이 했다.
외국에서도 921 대지진 직후 CNN, ABC, MSNBC, CBS, 폭스 방송 등이 헤드라인으로 보도했다. 영국의 BBC 뉴스 웹사이트도 타이완의 대지진 소식을 전면으로 보도했으며, 일본의 요미우리 신문, 아사히 신문, 마이니치 신문 등 주요 신문사와 독일, 프랑스의 주요 언론도 921 대지진을 보도했다. 대한민국에서도 KBS, MBC, SBS 등 주요 언론사가 헤드라인으로 921 대지진을 보도했다.

## 정부의 반응과 국내 원조

### 중앙정부의 반응
지진 발생 3분 후 중화민국 내정부는 긴급대응소조를 구성하고 오전 2시 10분에는 중앙정부가 "921지진중앙처리중심"을 소집했다. 오전 2시 30분에는 당시 중화민국의 행정원장 샤오완창이 고위급 회의를 열어 9가지 긴급처리지침을 발표했다. 오전 6시에는 중화민국 국방부와 참모본부가 재난구호대응지휘센터를 설립했고, 오후 4시 30분에는 중화민국 행정원이 각 부처와 국을 소집하여 "921지진재해이후 재건회의"를 소집하였고 15가지 결론을 도출했다. 9월 22일에는 당시 중화민국의 총통 리덩후이는 "921지진재해구호운영중심"을 설립하고 중화민국의 부총통 롄잔을 그 책임자로 올렸다. 9월 23일에는 행정원이 제2647차 중화민국 행정원회의를 소집해 내무부 및 기타 부로부터 921지진 재해의 상황 및 처리 방법에 대한 보고를 받고 이날 이후 3일간 국가애도기간을 선포하고 국기를 조기로 내렸다. 중화민국 총통부는 신속한 재난 구호를 위해 지진 발생 5일차일에 《민국 88년 9월 25일 총통긴급명령》 을 내리고 당시 행정원장 샤오완창의 동의에 따라 2000년 3월 24일 만료시까지 이를 시행했다.
9월 21일 오전 1시 47분 지진이 발생했을 때, 국방부는 중화민국 국군 내 각 장교들에게 세부명령을 기다리지 말고 즉시 각 재난지역에 군을 파견하라고 명령했고, 리덩후이 총통과 참모총장 탕야오밍은 오전에 타이중과 난터우현 정부청사에 도착해 피해 상황을 보고받고 재난 현장을 시찰했다. 중화민국 교통부와 국방부는 민간 차량과 중장비를 임대하고 소방 및 구조대를 대만 전역에 파견해 재난구호작전을 수행하고 이재민을 구조, 대피, 이전시켰으며 위험한 건물을 청소했다.
921 대지진 이후 중화민국 재정부는 주식시장을 중추절 연휴와 일치하는 9월 21일 이틀 후까지 긴급하게 폐장한다고 선언했고 1991년 9월 27일부터 주식시장이 개장했다. 당시 대만 증권거래소의 긴급 폐장은 역사상 태풍을 제외하고 세번째로 일어났다. 정상 개장 이후 주가 낙폭을 줄이기 위한 여러 조치가 취해졌으나 거래 재개 초에는 매도압력이 발생해 신 대만 달러 기준 하루 총 거래액수가 108억 달러에 불과했다.
9월 22일 중앙정부는 긴급예비비를 사용해 재난 구호를 위하여 각 향진촌장에게 200만 달러씩을 제공했다. 또한 이날부터 여러 타국의 구조팀이 대만에 도착하기 시작했다. 각지에서 재난 구호 및 모금 활동이 진행되었지만 일각에서는 리덩후이 총통의 전용 헬기(군 시찰단을 태운 두 번째 헬기)가 착륙 중 봉황목에 부딪혀 발생한 사망 사고 등을 지적하며 정부의 비상대응능력을 길러야 한다는 지적도 나왔다. 한편 9월 25일 리덩후이 총통은 행정명령체계를 간소화하고 재난 구호 속도를 높이는 비상사태령을 제정했고 9월 28일 중화민국 입법원이 이를 비준했다. 9월 26일 저녁 리덩후이 총통은 중화민국 총통부에서 고위지도자급 실무회의를 소집해 9월 27일에는 행정원장 샤오완창을 위원장으로, 중화민국 행정원부원장 류자오쉬안이 부위원장 경 주임으로 하는 행정원 921진재재후중건위원회를 소집하였고 장빙쿤, 자오서우보, 중화민국 육군사령 천전샹을 비롯한 부참모장 3명과 함께 13개 실무그룹을 만들어 재난 구호 및 재건을 적극적으로 지휘했다. 또한 국방부는 각 지방정부의 재난 후 구조 작업을 지원했으며 중화민국군도 많은 병력을 동원해 재난 구호, 재건 사업, 이재민 대피소 및 재정착 작업을 수행하고 재난 지역 정리, 복합주택 건설, 위험 건물 철거도 지원했다. 특히 군은 먀오리현, 타이중시, 난터우현, 장화현, 윈린현, 자이현 등 대만 중부 지역에 물자와 인력을 집중해서 구조와 복구 작업을 진행했다. 재난지역에 총 46만명의 병력이 배치되었으며 이는 중화민국군의 재난 구호 작전 중 가장 큰 규모였다.
지진 발생 이후 많은 현과 각 지방 자치 단체에서 당일 업무와 학교 수업을 중단한다고 발표했다. 아래는 그 목록이다.
- 지룽시, 타이베이시, 타이베이현, 타오위안현, 먀오리현, 타이중시, 타이중현, 난터우현: 업무 및 수업 없음
- 신주시, 신주현: 출근은 가능하나 수업 없음
- 장화시, 윈린현, 이란현: 고등학교 이하 수업은 없으나 업무 있음

국제 구호 단체들도 대만 중앙 정부의 연락을 받고 대만에 도착했다. 9월 23일에는 새벽 2시경 미국 버지니아주 페어팩스군 소속 긴급구조대가 윈린현 더우류시의 무너진 관디 건물에서 국제 구호 기관이 구출한 첫 생존자인 쉬쩌타이를 구출했다. 튀르키예 구조대는 이날 오전 장화현 위안린진에 있는 "룽방 부귀명문대루" 잔해에 50시간동안 갇혀 있던 여성인 랴오쑤잉을 구출했다. 9월 24일에는 타이중현 다리시(현 다리구)에서 87시간동안 무너진 "타이중 왕조" 건물 잔해 속에 갇혀 있던 6세 소년 장징훙을 대한민국 수색팀이 구출했다. 9월 26일 오후 11시 15분에는 타이베이현(현 신베이시)의 동난공업대학과 타이베이시 단하이 공업대학에 재학중이던 쑨치펑과 쑨치광 두 형제가 6일, 130시간 가까이 퉁싱 빌딩 잔해에 갇혀 있다 구조되었다. 이 소식은 구조대에게 힘을 실어주었을 뿐 아니라 여전히 잔해에 갇혀 기다리던 가족들에게도 희망을 주었다.

### 대만 국내 기부금
| 유형                | 기부 금액 (신 타이완 달러) |
| ------------------- | -------------------------- |
| 민간 모금 단체      | 148.51억 달러              |
| 현/시정부 계정      | 74.15억 달러               |
| 재해 향/진/시 지역  | 8.57억 달러                |
| 921 지진 재건 재단  | 132.17억 달러              |
| 지진 이후 재건 단체 | 약 3천만 달러              |
| 기타 정부 기관      | 약 2천만 달러              |
| 소계                | 약 315억 달러              |
| 기타 기부금         | 약 60억 달러               |
| 합계                | 약 375억 달러              |

921 지진 이후 츠지기금회, 국제불광회, 일관도, 법고산수호협회, 행천궁, 링주산 무생도장 등 여러 종교단체도 구호 활동에 적극적으로 참여해 기부했으며, 민간인도 압도적인 기부액을 보여 대만 최초이자 최대의 모금 캠페인으로 기록되었다. 보수적인 추산에 따르면 총 현금 기부액은 315억 타이완 달러에 달했고, 이 중 중앙정부가 921진재중건기념회를 통해 134억 타이완 달러를 수령해 사용했으며 나머지 111억 달러는 비정부 기관, 특히 종교단체에서 기부한 금액이었는데 이 중 61.74%를 학교 재건에, 11.04%는 이동식 주택 건설에, 58억 달러는 현/시 정부가, 11.5억 달러는 향진정부가 수령해 사용했다. 921 대지진의 기부금 중 시민 기부금은 정부가 할당한 전체 재건 자금의 약 1/7을 차지했으며 시민 기부 비율은 유사한 재난을 겪었던 국가와 비교해도 훨씬 높으며 전 세계적인 재난 상황에서 가장 높은 비율을 차지했다.
타이베이시 정부의 921 지진 구호기금은 총 8,181만 3,414 달러로 시정부의 "중대재해민간구재기금"으로 이체되었으며, 2008년에는 이 기금을 활용해 중화민국 적십자사에 6,400만 달러를 기부해 쓰촨성의 제베이 초등학교에 20개 교실을 만들 기금을 기부했는데 이는 지난 9년간 기부금 중 가장 큰 금액이다.

## 해외의 구조 지원
각 국가별로 지원한 구조대원의 수는 아래와 같다.
- 일본 145명
- 미국 93명
- 러시아 73명
- 스위스 40명
- 싱가포르 39명
- 터키 36명
- 스페인 28명
- 독일 21명
- 대한민국 16명
- 오스트리아 10명
- 태국 9명
- 영국 6명
- 체코 6명
- 캐나다 2명
- 국제 연합 6명
- 유럽 연합 212명

## 논란

### 중화인민공화국 간의 관계
1999년 7월 말 리덩후이 총통은 독일 언론을 통해 국제사회에 양국론에 대한 성명을 발표했는데, 이를 중화인민공화국이 대만 독립의 레드라인을 넘었다고 간주했다. 이 시기는 다가오는 대만 총통 선거와 맞물려 있었는데 중국 인민해방군은 1996년 제3차 타이완 해협 위기를 다시 한번 각본으로 삼아 2000년경에 대만을 향한 무력시위 훈련을 여러 차례 실시하며 성명을 발표할 준비를 하고 있었으나 921 지진이 발생해 중국 본토는 인도적 구호 활동에 대한 선의를 먼저 공개하기로 결정하고 대규모 군사 작전을 중단하여 새로운 타이완 해협 위기의 발발을 피할 수 있었다.
1999년 9월 22일 프랑스 통신사는 타스의 보도를 인용해 러시아가 원래 대만에 의료팀을 추가로 파병할 계획이었으나 대만 관료들이 구조팀 한명만을 보내달라고 요구했다고 보도했다. 23일 러시아 신문 리아 노보스티는 "정치적 재앙-러시아의 대만 구조팀, 베이징과 타이베이의 갈등으로 12시간 지연"이라는 기사를 내며 중화인민공화국 정부가 항공로를 제공하지 않아 러시아 구조기가 이르쿠츠크와 하바롭스크에서 재급유를 했고, 모스크바 시간 기준 22일 낮 12시에야 대만에 도착했으며 중화민국 공군은 대만에 착륙하기 전에 전투기를 보내 중화민국 공군 군용비행장에 착륙시켜 러시아의 구조팀을 맞이했으며 중화민국군은 구조작전이 대륙 정부의 간섭을 받지 않고 구조기의 안전을 보장하기 위한 조치였다고 말했다. 또한 리아 노보스티지는 중화인민공화국 정부의 요청으로 구조기에 의사가 탑승하지 않았다고 말했다. 중앙통신사는 러시아를 여행하는 대만 사업가의 말을 빌려 구조기가 9월 21일 18시 30분에 시베리아를 경유하여 대만으로 갔다고 보도했다. 9월 24일에는 해협양안관계협회 협회장 장진청 대표가 러시아 신문의 보도에 대해 순전히 소문이며 러시아 구조기는 중화인민공화국 영공을 통해 똑바로 대만까지 왔다고 말했다. 25일 인터뷰에서 러시아 구조대장은 구조기가 러시아에서 이륙할 준비를 한 후 약 13시간동안 기다렸다 출발했다고 말했는데 시간이 오래 지연된 이유에 대해서는 정확하게 밝히지 않았다.
10월 3일 대만 중국시보의 모스크바 특파원은 "러시아 구조대:사람을 구조하는 것이 우리의 신념"이라는 기사를 내면서 중화인민공화국 정부가 러시아 구조기에게 영공을 내주지 않았다는 보도에 대해 러시아 구조대장의 반응은 근거가 없다고 보도했다. 보도에서는 러시아 구조기가 당시 중화인민공화국 영공을 사용할 의도가 없었으며, 대만 측의 구조대 파견 동의를 구하느라 구조대가 지연되었지만 정부가 재난 상황을 이해하는데 시간이 필요했기 때문에 이는 정상적인 상황이었다고 말했다. 10월 8일에는 중화민국 외교부 아시아-서방국장 천궈황이 러시아 구조대를 맞이하기 위한 직원의 공항 파견이 지연되었으며, 러시아 구조대와 동행했던 기자는 중화인민공화국 정부가 실제로 러시아 구조팀의 이동을 방해했다는 사실을 중화민국 측이 확인했다고 보도했다. 10월 9일 연합보는 러시아 측이 대만의 여러 지연설 의혹에 대해 부인했다고 보도했다.

### 중국 홍십자회 문제
1999년 9월 23일 연합보의 뉴스에 따르면 중국 홍십자회 사무총장 쑨아이밍은 9월 22일 대만 지진에 성금과 구호품을 기부하러는 국제 적십자사는 반드시 중국 홍십자회의 동의를 얻어야 하며, 대만 지진 복구를 지원하러는 국가도 반드시 중국 측의 허가를 받아야 한다고 말했다. 중국 홍십자회는 중국 본토에서 모금한 구호 물자를 샤먼시에서 바로 대만 직항편으로 보내길 희망했다. 또한 쑨아이밍은 한 국가에는 한 적십자사만 있을 수 있으며 중국 홍십자회가 중국 전체의 적십자를 대표하므로 대만 적십자사는 중국 홍십자회의 산하 조직에 불과하도 말했으며 대만 지진을 지원하러는 국가는 반드시 중국 본토의 중국 홍십자회 허가를 받아야 한다고 주장했다. 또한 대만 적십자사에게는 국제 적십자사의 원칙을 제대로 알아야 하며, 중국 본토는 단지 일을 어렵게 만드러는 의도가 아니라 "국제 무대에 두 국가를 만들고 싶지 않았을 뿐"이라고 말했다. 중국시보의 보도에 따르면 쑨아이밍은 자신이 말한 '동의'가 구호 활동이 무조건 중국 홍십자회의 승인을 받아야 한다는 말이 아니라 통보만 하면 된다는 의미이며, "그 국가가 우리에게 알려주기만 한다면 전부 동의할 것"이라고 말했다. 쑨아이밍은 동의가 이루어진다면 각국이 대만 적십자사에 직접 연락할 수 있으며, 원조와 물자 배치는 "중국 본토의 승인이나 허가를 일일히 받을 필요가 없다"고 말했다. 당시 중화민국 외교부 장관이었던 후즈창은 "일부 국가는 대만에 구호대를 파견하기 이전 중국과 협의해야 했지만 이 대응을 미뤘고, 일부 국가는 계획대로 대만으로 날아가긴 했지만 실제로 일부 국가는 중국 본토의 정책 때문에 대만에 대한 구호 지원 계획을 포기했다"고 주장했다. 연합보는 또한 해외의 중화인민공화국 군부대에서도 "중국대만성 재난구호계좌"를 개설해 기부금을 받았으며, 이는 중화민국 대사관 및 대표부의 "대만 지진구호자원봉사원조기금" 모금계좌와 유사해 중화민국을 일개 성으로 보는 행위라고 주장했다.
1999년 9월 23일 미국 적십자사는 여러 경로를 통해 "대만 921 지진에 대한 국제 적십자사의 지원은 중국 홍십자회의 동의가 필요하다"고 밝혔으며, 대만 지진에 대한 모든 지원은 제네바에 있는 국제 적십자 위원회에서 '직접' 대만 적십자회로 지원될 것임을 분명히 말했다. 미국 적십자사는 실제로 국제 적십자 위원회가 921 지진 직후 8명으로 구성된 구조팀을 대만에 파견했다고 밝혔다. 미국 적십자사의 로스앤젤레스 지부장 해그우드도 미국 적십자사가 9월 23일 오후에 이미 10만 달러의 기부금을 국제 적십자 위원회에 전달했으며, 미국 적십자사는 모든 지부에 이 기부금이 국제 적십자 위원회를 통해 직접 대만 적십자사로 전달될 것임을 명시하고 설명했다고 보장하면서 이번 기부금 이외에도 향후 대만 적십자사로 향하는 모든 921 지진 관련 기부금은 중국 홍십자회를 통해 대만 적십자사로 향하지 않을 것임을 강조했다. 국제 적십자 위원회는 이 기부금을 대만 적십자사로 직접 전달했다.

### 반응과 대응
중화민국 외교부 장관이었던 후즈창은 대만 지진 당시 중화인민공화국 정부가 유엔과 기타 국제 포럼에서 대만을 억압하는 발언을 계속했다고 비난했으며, 외교적 수단을 동원해 재난 구호를 위해 국제 구조대가 대만에 오지 못하도록 영향력을 행사했으나 중화민국과 그 국민을 대신하여 지원해준 국가에 감사하다고 표했다. 또한 중국의 이런 행동은 "불타는 집에 박수치는 행동"이라고 말하며 "이런 종류의 국제 인도주의적 원칙 위반 행위는 1989년 6월 4일 톈안먼 사건 이후 중국공산당이 보여준 가장 비인도적 행위이며, 2,200만 동포들이 용납할 수 없을 뿐더러 국제사회 전체에 유감스럽고 수치스럽게 생각한다"고 말했다. 또한 후즈창은 "우리는 정치적 동기나 조건이 걸린 어떤 지원도 환영하지 않을 것"이라며 "자연재해가 우리 친인척과 농촌에 큰 피해를 입혔지만 우리의 존엄을 지키러는 의지와 결의를 흔들 수는 없다"는 성명을 발표했다. 1999년 9월 23일 행정원 대륙위원회는 기자회견을 열고 대륙위원회 부주석 쉬커성이 전 세계 적십자사가 대만을 지원하기 이전에 중국 홍십자회의 동의를 얻어야 한다는 중국공산당의 주장은 인도주의에 위배되며 대만 국민의 공분을 살 것이라 말하면서 대만이 자연재해에 직면해 있는 상황에서 범정치적인 조치를 취하는 일은 "매우 부적합하고 부적절한 행동이다"고 말했다. 또한 쉬커성 부주석은 지지 대지진 이후 여러 국가와 국제기구가 대만과의 직접 접촉을 통해 대만을 향한 지원에 앞장섰지만 중국공산당은 여러 국가의 적십자사에게 대만에게 지원하러면 중국 홍십자회의 동의를 받아야 한다고 주장하며 사소한 일로 잡아늘어지는 전술에 의존했다며 이는 "국제조직의 이해 부족과 인도주의적 지원에 대한 이해 부족"이며 과거 중국에서 지진과 양쯔강 홍수 등 자연재해가 발생했을 때 대만은 총 15억 대만 달러에 달하는 기부금과 물품을 제공하는 데 주저하지 않았지만 정치적인 행동은 하지 않았다고 말했다.
신주현 현장인 린광화는 중화인민공화국 정부가 정치적인 접근 방식을 사용해 국제사회의 대만 지원 시도를 차단하러는 행위에 대해 항의하며 다음과 같이 말했다. "대만이 지진으로 큰 피해를 입었고 중국 국내외 모든 동포들이 대만을 구하기 위해 최선을 다하고 있으며 국제사회가 도움의 손길을 내밀고 있다. 심지어 해체된 체코와 러시아, 우리보다 더 낙후된 튀르키예도 관심을 가지고 구호팀을 파견해 도움을 주었다. 하지만 중국 본토는 체코와 러시아 등 타국의 구호 활동을 방해하고 고의적으로 진압하며 막는 등 비신사적인 행동을 하고 있다." 타이베이 시의회도 10월 20일 국제구호단체의 대만 921 지진 구호 지원을 방해한 중화인민공화국 정부를 규탄하는 결의안을 만장일치로 통과시켰다. 이 결의안은 대만에서 100년만의 최악의 지진이 발생한 후 국제사회는 외교관계가 현재 없거나 더 낙후된 국가에서도 구조대와 구호 물자를 보냈으나 중화인민공화국 정부는 국제 적십자사가 기본적인 인도적 구호조치를 제공하기 위해 대만에 물자를 보내는 일을 막았으며, 요르단을 비롯한 여러 국가의 구호 물자 전달을 지연시키고 심지어 국제사회와 각국에게 대만을 지원하기 전 중국 본토의 동의를 얻도록 강요했다고 말했다. 또한 과거 대만은 중국 본토에 자연재해가 발생했을 때 5천만 달러 이상의 원조를 제공했으나 이번에 대만이 곤경에 처하자 중화인민공화국이 대만을 이런 식으로 다뤄 대만 시민이 깊이 공분했다고 적었다.
미국 하원의원인 민주당 소속 오하이오주의 셰러드 브라운은 지진 발생 후 "대만 국민들은 목숨을 구하기 위해 싸우고 있지만 유엔 관료들은 베이징의 독재자를 화나게 할까봐 걱정하고 있다"는 성명을 발표하며 현 상황이 터무니없다고 말했다. 미 하원은 9월 28일 지진 희생자들을 깊이 애도하고 대만 국민의 재건 노력을 지지한다는 내용의 결의안을 만장일치로 통과시켰다. 미 하원 외교위원장 벤자민 글리먼(공화당 소속), 아태소위원회 위원장 더그 베레터(공화당 소속), 톰 랜토스(민주당 소속) 등 결의안 발의 의원들은 대만에 지진이 발생했음에도 불구하고 정치 행위를 하는 중화인민공화국 정부를 비난했다. 또한 10월 5일에는 미국 대통령이 대만 정부와 비정부기구 및 기타 민간 자선단체(예: 미국 적십자사)들이 중국 젇부에 통보하지 않고서도 가능한 한 신속한 방식으로 대만에 재난 구호를 제공할 수 있도록 통보하는 공동결의안을 발표했다. 이 공동결의안에서는 대만이 국제 적십자사, 세계 보건 기구, 유엔 인도주의 업무 조정국 등 국제 보건 및 인도주의 기구의 행동을 미국 대통령이 지지한다는 성명이 담겨 있다. 이 법안은 공화당 법안위원회 위원장이자 전 중국의 미국 첨단 기술 절도 조사위원회 위원장인 크리스토퍼 콕스 하원의원이 발의했다. 대만 지진과 관련된 하원 토론에서 콕스 의원은 재난 상황에서는 정치가 방정식에서 제외되어야 하지만, 중국은 중국 본토 영공에서 러시아의 대만 구호기 비행을 방해해 비행기가 돌아가게 만들었다고 말했다. 러시아 구조팀 대장인 블라디미르 볼레이코는 대만으로 가는 길은 1998년 국제 상업 비행 허가를 받은 비행 경로로 중국의 허가를 받지 않아도 되었다며 비행기가 막혔다는 주장을 부인했다.
10월 4일에는 중화인민공화국 외교부 대변인인 주방짜오가 대만 지진 피해 지역의 국제 구호에 관한 기자의 질문에 대답하면서 대만에서 피해를 입은 동포들을 구조하기 위해 중화인민공화국 정부가 유엔을 통한 국제 구호 작전을 개시하여 피해 지역이 가능한 한 모든 지원을 받을 수 있도록 고려하고 있다고 말했다. 중화인민공화국 정부는 효과적인 지원 제공을 위해 9월 24일 대만해협관계협회를 통해 서한을 보내 대만의 필요 사항을 문의했다고 밝혔다. 하지만 대만 위원회로부터는 "당장 필요한 물품 없음"이라는 답변을 받았으며, 따라서 중화인민공화국 정부는 현재로서는 국제 구호 활동을 활성화할 필요가 없다는 입장을 유엔에 전달했다고 밝혔다. 유엔은 관련 규정에 따라 중화인민공화국 정부의 요청에 따라 조치를 취하겠다고 발표했다. 유엔은 구호 작전을 활성화하진 않았으나 적절한 통로를 통해 지진 피해 지역을 향한 국제 사회의 지원은 영향을 주지 않겠다고 말했다. 당시 상황에 따르면 국제 사회가 구호 활동을 수행하고 대만에 인도적 지원을 제공하는 일은 효과적이고 원할했다. 중국 대륙은 6명의 지진 전문가와 수백명의 인력으로 구성된 구호 및 구조팀을 파견해 대만으로 날아갈 준비가 되었다고 밝혔으나 대만 측이 이를 거부했다.

## 재건과 복구

### 재정착
지진 발생 후 수만 명의 이재민이 캠프나 간이숙소에서 생활했다. 이재민의 주거 문제를 해결하기 위해 행정원은 1999년 9월 27일 "921 지진재해 이후 중건추동위원회"를 설립해 정부와 민간단체가 피해 지역에 조립식 주택을 건설해 이재민의 임시 거주지를 제공했다. 10월 5일에는 "921 재해이재민 임시주택 배정 운영계획"이 발표되어 관할 향진구사무소에서 재해이재민의 임시주택 배정 신청을 받고 처리하며, "921진재 중건 임시 규정"에 따라 이재민은 임시주택에 최대 4년간 거주할 수 있었다. 2001년 3월 27일까지 총 112개 단지 5,834세대가 건설되었다. 1999년 9월 28일 난터우시 중싱 신촌의 더싱 야구장에 처음으로 임시 주택 마을이 건설되기 시작했고, 이후 난터우, 타이중, 윈린 등 19개 지역에서 가설 주택을 건설해 1999년 12월 말까지 1,743세대 21,051평에 완공되었다.
921 대지진으로 타이중현과 난터우현의 수많은 학교가 심각한 피해를 입고 학교 건물도 완전히 붕괴되어 많은 학샐들이 임시 교실이나 임대한 장소에서 수업을 받을 수밖에 없어 정상적인 수업이 불가능했다. 이 때문에 중화민국 교육부는 "921 지지 대지진 피해 초중학생 수업 재개 및 타 학교 진학에 관한 지침"을 발표해 피해 지역 학교의 학생이 다른 학교에 전학할 수 있도록 지원 및 상담을 제공했으며 피해 가구 중 일부는 타 현과 시에 거주하는 가족과 친지의 지원을 받아 다른 현과 시로 전학해 학교를 다니거나 이사하기도 했다.

### 공공 건설
921 대지진으로 총 238개소의 학교 재건이 필요했다. 중화민국 교육부와 내정부 국토관리서는 피해 지역 학교의 모든 붕괴 학교 재건을 위한 민관협력사업으로 "921진재 학교 재건 계획"을 세워 교육부는 내정부 당시 영건서에 41개 학교를 위탁하여 내정부를 대신해 운영했으며, MAA 컨설팅에 22개 학교를 맡았으며 군과 시정부는 122개 학교를 자체적으로 운영했으며 시민사회단체가 시작한 재난 지역의 초중고교 재건 계획에 따라 108개가 첫 재건 대상 학교로 지정되었다. 교육부는 츠지 기금회가 108개 초중고교 중 50개 이상의 학교 기금을 맡았으며 이는 츠지 기금회의 구호 및 재건 계획에 할당한 총 자금 중 79%를 차지했다고 발표했다.
921 대지진으로 대만 중부의 많은 고대 유적과 문화재가 큰 피해를 입었으며 지진 이후 여러 유적과 문화재의 복원도 같이 진행되었다. 2008년 12월 말까지 싼이 젠중 국립소학교 봉안소를 포함해 타이중 시장공관, 융징 공학교 기숙사, 밍젠 진씨 가문 사원, 난터우 농민회 등 총 52개 유적이 복원되었으며 이 중 가장 성공적인 복원으로 주산선이 지나는 다자강 대교가 꼽힌다.

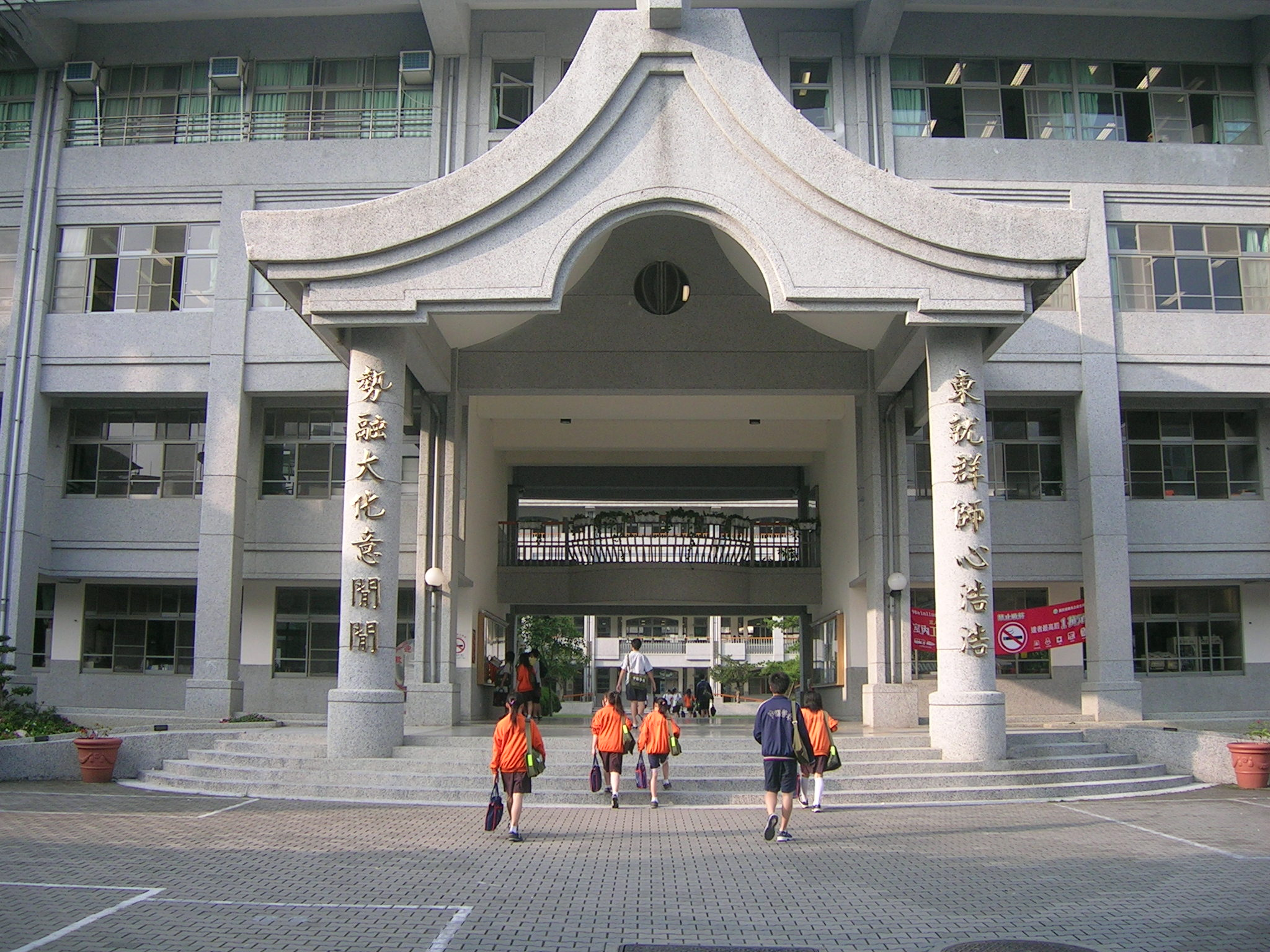
지진 이후 츠지 기금회가 인수한 둥스 국립중학교.
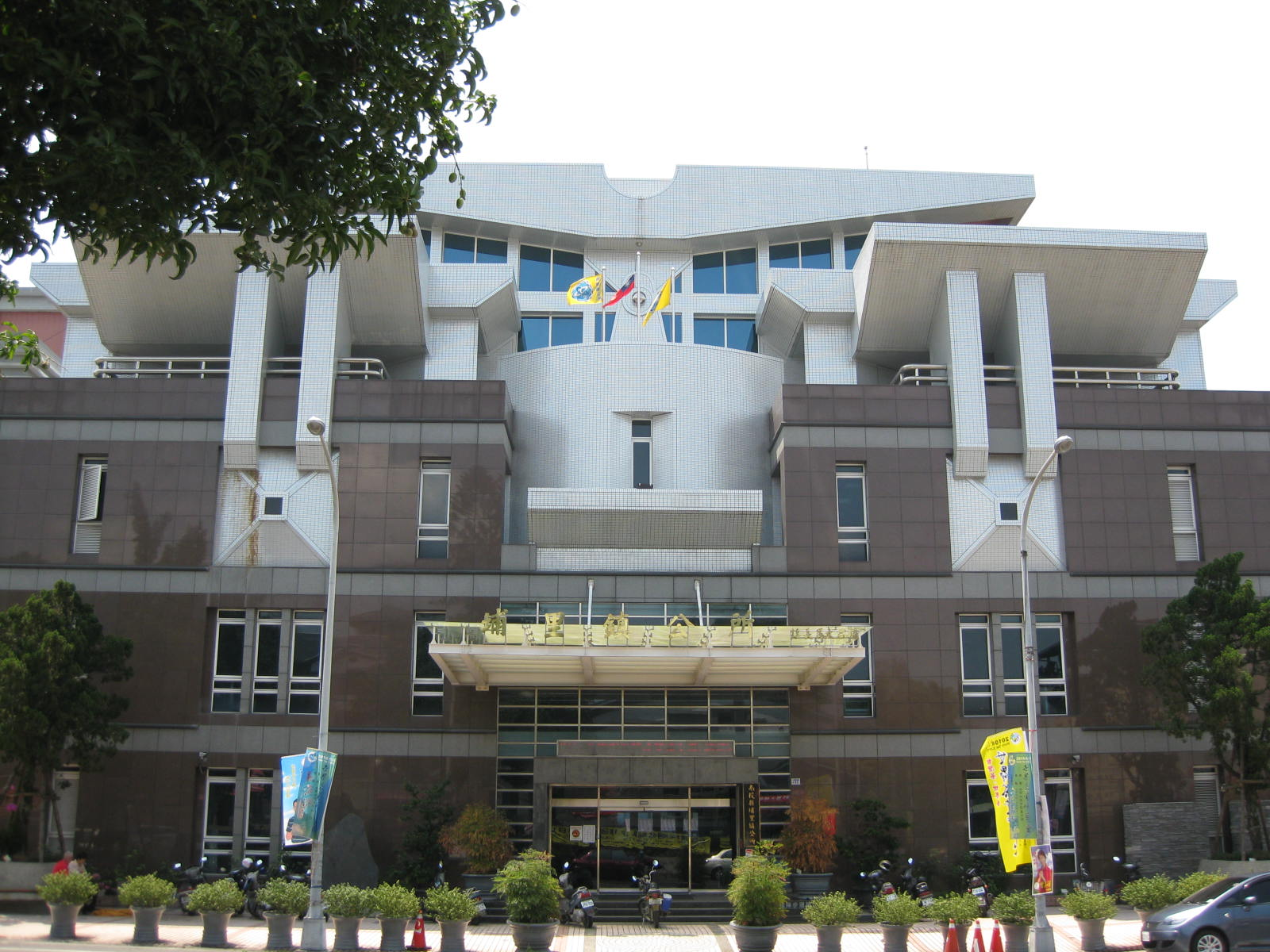
재건된 푸리진 행정청사.
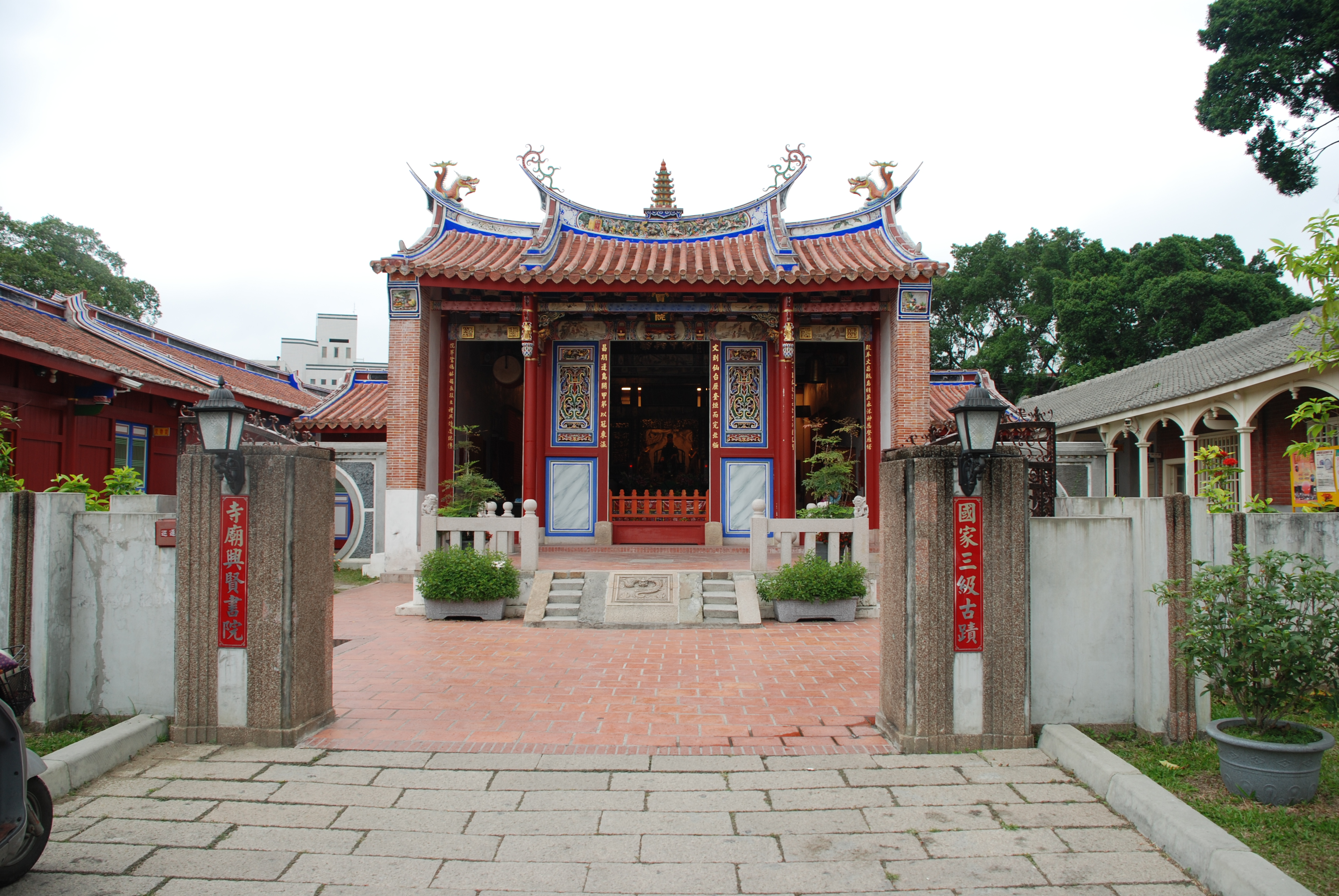
지진 이후 재건된 위안린시의 싱셴 서원.
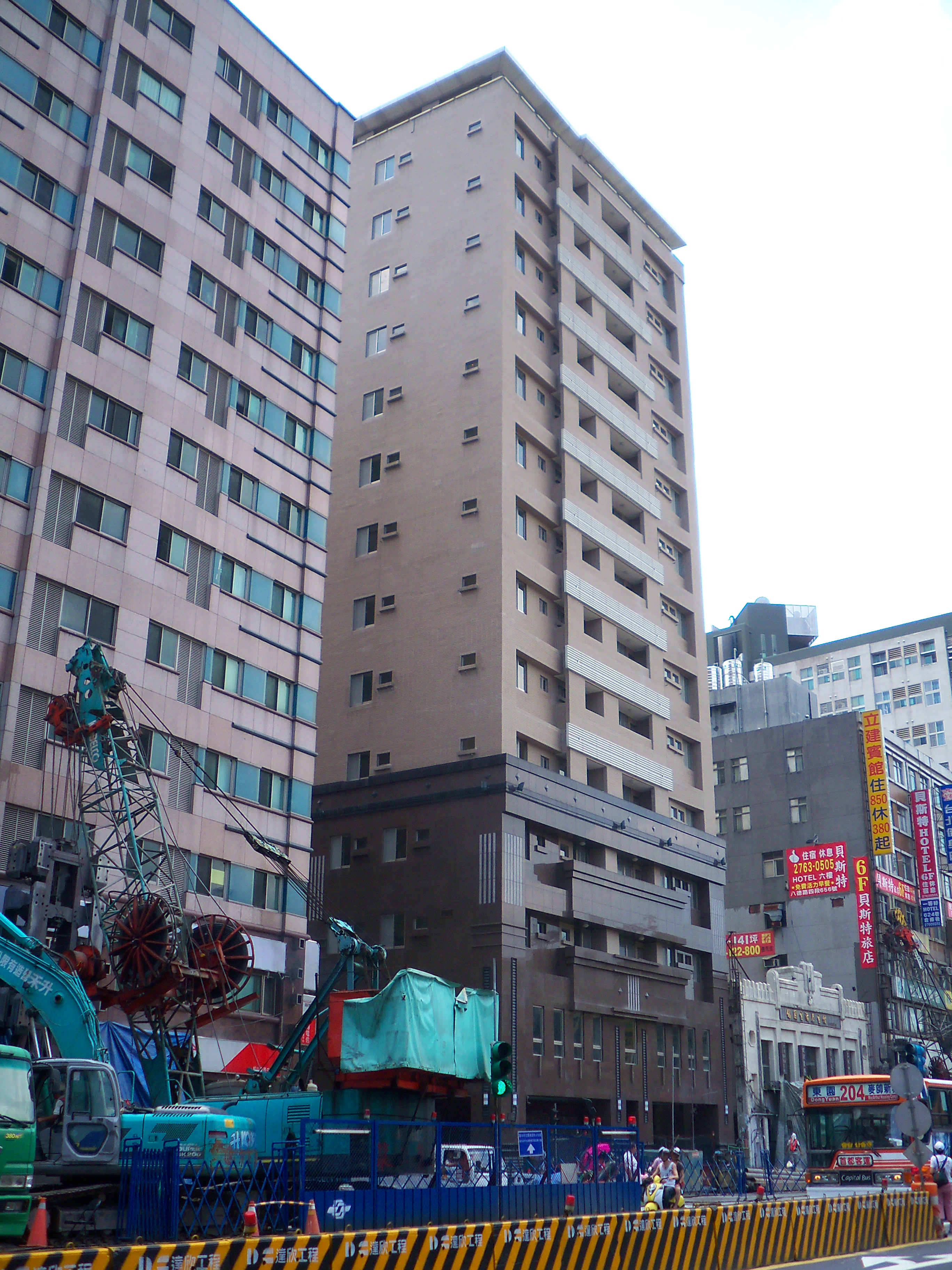
지지 대지진 10주년 전날 재건이 완료된 타이베이시 쑹산구의 둥싱 빌딩의 모습.
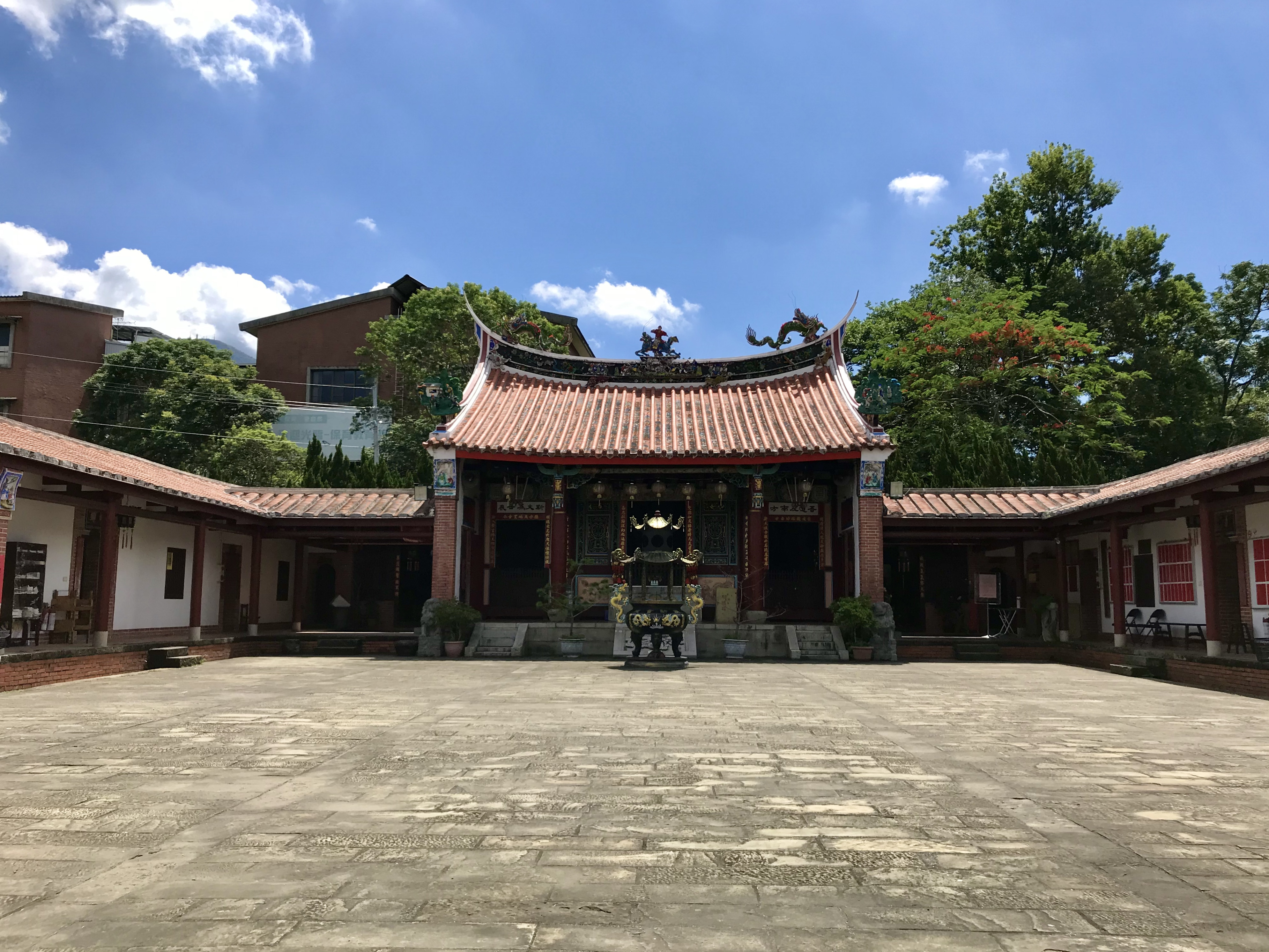
재건이 완료된 난터우현 밍신 서원.
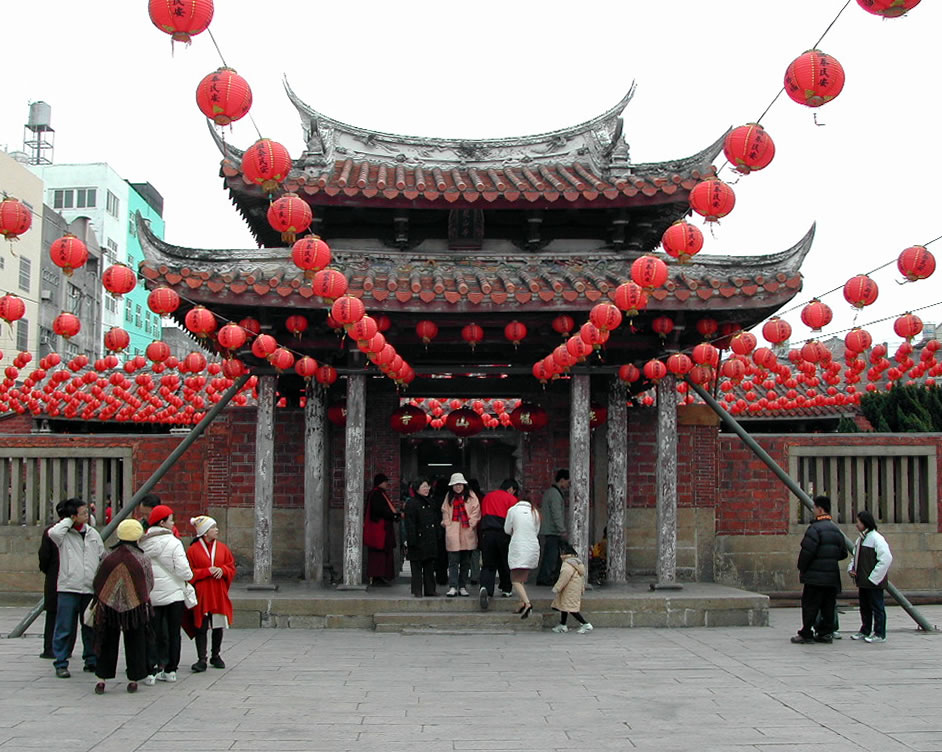
루강 룽산사의 문과 전당의 모습.

## 법적 소송
921 대지진으로 타이중현 펑위안시에 있던 "연합대시장" 건물이 기울어지다 붕괴하면서 인근 투덴의 상점도 같이 붕괴되어 14명이 사망했다. 중화민국 최고법원은 원래 타이중 현정부 건설국이 연합대시장 건물 건축허가를 내줄 때 5층 반까지만 건축할 수 있도록 허가했으나, 실제로는 건축업자에게 7층까지 건설하도록 허용했으며 건물을 지을 때도 제대로 감리하지 않아 건축업자가 자재를 멋대로 사용하고 그 갯수도 축소해서 이 때문에 921 대지진 당시 건물이 붕괴되었다고 판단해 재판 11년만인 2011년 12월 타이중 시정부에게 건물 붕괴 피해를 입은 15개 가구에게 배상금을 원금과 이자까지 합쳐 2억 3,426 타이완 달러만큼 지급하라고 판결했다.
윈린현 더우류시의 중산궈바오 아파트는 2개 동이 붕괴되어 34명이 사망했다. 붕괴된 두 건물 모두 한지젠서(한기건설)이 시공했는데 당시 대부분 사람들이 심각한 부실 시공으로 붕괴되었다고 의심했고 2005년 8월  한지젠서의 책임자인 류타이한과 10여명의 건축가, 감리자를 과실치사죄로 각각 징역 9년에서 1년 2개월을 선고했다. 두 건물 붕괴로 인한 피해 가구는 921자조회를 결성해 국가배상을 청구했으나 1심과 2심에서 패소해 자조회가 상소했고, 2009년 5월 대만고등법원은 국가배상이 성립하며 윈린현 정부가 2억 6,992만 달러를 배상해야 한다고 판단했으나 윈린현 정부가 상고했고 최고법원은 2010년 3월 11일 상고를 기각하고 현정부는 피해 가구에게 총 3억 8,634만 6,494 달러를 배상했다.
921 대지진으로 타이베이시 쑹산구의 둥싱 빌딩이 붕괴되자 붕괴 피해자들은 공동으로 28억 달러에 달하는 민사 손해배상 청구 소송을 제기했고, 대만 타이베이 지방법원은 12년간의 재판을 거쳐 토목기술자의 감정을 바탕으로 둥싱 빌딩의 주요 붕괴 원인은 구조설계 및 시공상의 과실 때문이며, 당시 둥싱 빌딩 1층에 있던 제일상업은행의 보수공사와는 무관하다고 판단했다. 921 대지진 발생 13주년인 2012년 9월 21일 판결이 선고되었고, 시공사인 훙청젠서, 훙구잉짜오는 170명의 피해자에게 총 3억 4천만 달러에 달하는 배상을 지급하라고 명령했다. 국가배상 부분에 있어서는 타이베이시 시정부가 1억 2천만 달러의 배상에 합의했으며, 형사 부분에서는 훙구잉짜오의 감리사만 유죄 판결을 받았다.
921 대지진으로 붕괴된 "박사의 집"(博士的家)과 관련하여 중화민국 소비자 문교기금회가 2000년 2월 21일 박사의 집 붕괴 피해자를 대신해 반차오 지방법원에 집단소송을 제기했다. 2002년 1월 28일 1심 판결에서 시공사가 총 8억 7천만 달러 이상의 손해배상금을 지급해야 한다고 결정했고, 2002년 12월 31일 총 2억 8,173만 달러로 합의했다.

## 기념과 추모
중화민국 정부는 2000년 6월 30일 재해구호법을 통과시켜 매년 9월 21일을 '방재일'로 두고 있다. 또한 921지진교육원구, 주주봉, 주펀얼산 지진추모유적, 차오링 지질공원 총 4곳을 921 대지진 국가기념지로 지정했다.

## 관련 작품
- 영화
  - 《생명》
  - 《노사니회불회회래》
  - 《그 시절, 우리가 좋아했던 소녀》
  - 《해피니스 로드》
- 드라마
  - 《재일기취호》
  - 《16개하천》

## 같이 보기
- 921지진교육원구
- 국립자연과학박물관 첸룽푸 단층 보존원구
- 921 지진 국가기념지
- 921진재중건기금회
- 대만의 지진 목록
- 729 대만 정전
- 1906년 메이산 지진
- 1935년 신주-타이중 지진
- 1941년 중푸 지진
- 1964년 바이허 지진
- 2016년 가오슝 지진